# スウェーデン

スウェーデン王国
Konungariket Sverige

国の標語：För Sverige i tiden
（スウェーデン語: スウェーデンのために、時代と共に）
国歌：Du gamla, du fria（スウェーデン語）
古き自由な北の国

スウェーデン王国（スウェーデンおうこく、スウェーデン語: Konungariket Sverige, 発音 [²koːnɵŋaˌriːkɛt ¹svɛːrjɛ] ( 音声ファイル)）、通称スウェーデンは、北ヨーロッパのスカンディナヴィア半島に位置する立憲君主制国家。首都はストックホルム。1995年に欧州連合（EU）に加盟しているが、ユーロは導入していない。北欧諸国のひとつであり、西にノルウェー、東がフィンランド、南はデンマークと国境を接しており、バルト海を挟む形でバルト三国やポーランドとも接している。
人口は約1045万人（2021年12月スウェーデン統計庁による）。北欧諸国では最多の人口を有する。住民の大半は北方ゲルマン系（スウェーデン人）だが、北部には少数のサーミ人とフィン人が暮らす。宗教は国教であるルーテル教会が大多数を占める。言語はスウェーデン語が公用語であり、他にサーミ語やフィンランド語などが存在する。
民主主義の成熟性が高く評価されており、エコノミスト誌傘下の研究所エコノミスト・インテリジェンス・ユニットによる民主主義指数は、ノルウェーとニュージーランド、アイスランドに次ぐ世界4位で「完全な民主主義」に分類されている（2022年度）。また、経済平和研究所による情報流通の自由度ランキング（2020年度）では世界第1位、国境なき記者団による世界報道自由度ランキング（2020年度）ではノルウェー、フィンランドに次いで世界第3位となっている。2019年、米コンサルティング会社が実施した調査で、スウェーデンは世界で最も評判の良い国に選出された。2021年のジェンダー・ギャップ指数では第5位に評価されている。2015年の欧州連合差別報告書によると、スウェーデンは欧州連合で人種差別が最も少ない国とされる。2023年の積極的平和指数は世界5位。
長らく伝統的な軍事的中立政策を取ってきたが2022年にはじまるロシアによるウクライナ侵攻を受け北大西洋条約機構(NATO)への加盟申請を行い、トルコとハンガリーの承認を得るのに時間を要したものの、トルコが2023年7月に、ハンガリーが2024年2月に承認し、32番目の加盟国となることが確定した。

## 概説
有史以前から北方ゲルマン人のノルマン人が居住し、6世紀から9世紀ごろにゲルマン系諸部族の連合による統一王国が形成された。9世紀から11世紀のいわゆるバイキング時代にはヨーロッパ諸国に遠征。14世紀末から15世紀初頭にノルウェー・デンマークとカルマル同盟を結び、同君連合を形成し、実質上デンマークの統治下に置かれた。1523年にグスタフ1世がスウェーデン王に即位し、デンマーク支配から独立。17世紀のグスタフ2世時代には三十年戦争に介入してバルト海一帯を支配する強国になったが、18世紀初頭の北方戦争に敗れて領土の多くを喪失したことでその地位を失った。1814年にノルウェーを同君連合下に置いたが、1905年にノルウェーは分離独立した。19世紀半ば以降は対外平和と国内民主化に努め、20世紀の両大戦にも中立を守った。
政治体制は議会（リクスダーゲン）から選出された首相が行政権を握る議院内閣制である。議会は一院制で、その選挙制度は完全比例代表制である。国王は1974年制定の政体法により王権を大幅に縮小されており、儀礼上の役割のみが権能として残されている。現王室はベルナドッテ家。歴代国王は王位につく際に、自分の統治について所信表明する習慣になっている。オンブズマン制度の発祥地として知られ、現在では様々なオンブズマン制度が行政監視のみならず社会のマイノリティー差別の監視の役割も担っている。
高福祉高負担の代表的な国として知られており、教育費、医療費、失業手当、年金などで手厚い保護を受けられる一方で税金が非常に高い。特に富裕層には非常な高税が掛けられ、その課税率は他の先進国と比較しても群を抜いて高い。ただ近年（2019年）は富裕層への高税を緩和する政策も打ち出されている。労働組合の組織率が高く、政治的に大きな影響力があり、労働組合と企業・政府との緊密な協調体制は「スウェーデン・モデル」と呼ばれた。
外交面では中立政策を基調とし、パレスチナ和平やボスニア和平などで調停役をつとめた。しかしロシアによるウクライナ侵攻で中立主義を転換し、北大西洋条約機構(NATO)に加盟を申請防衛力の整備には力を入れており、義務兵役制により欧州有数の軍備を保有する。2024年2月に必要な全加盟国の承認を得たため、32番目の加盟国となることが確定した。1995年には欧州連合（EU）に加盟したが、2003年にユーロ導入を否決している。
経済面では、森林・鉄鉱・水力資源に恵まれ、パルプ・製紙・鉄鋼・機械・造船などの工業が発達している。鉄鉱山はイェリバレやキルナなど北部・中部に多い。耕地は南東部に集中しており、農業の機械化が進んでいる。農産物の自給ができないので貿易依存度が高く、海運業が発達している。近年はIT産業も盛んになっている。国民1人当たりの国民所得は高いが、OECDによれば、購買平価説に基づく税金などを除いた1人当たりの可処分所得はドイツより低い。
地理としては国土が南北に長く、北西部は山地、南東部は丘陵・低地・湖沼地帯、東部はボスニア湾とバルト海に面し、西部のノルウェーとの国境は標高1500から2000mの山脈であり、その最高峰はケブネカイセ山（2123m）である。南西はカテガット海峡を挟んでデンマークと近接する。ヴェーネルン湖、ヴェッテルン湖など多くの湖が存在し、湖の総面積が国土の約8.6％を占める。国土の約50％は針葉樹を主とする森林に覆われている。気候は緯度の割には温暖であり、南部では年平均6から7℃の気温である。

## 国名
正式名称はKonungariket Sverige（コーヌンガリーケト・スヴェリエ）。通称Sverige [¹svɛrjɛ] ( 音声ファイル)。形容詞はsvensk [svɛnːsk] ( 音声ファイル)（スヴェンスク）。 スウェーデン語ではSverige（スヴェーリエ）といい、スヴェーア族の国を意味する。英語表記はKingdom of Sweden、通称はSweden（スウィードゥン）、国民はSwede（スウィード）、形容詞はSwedish（スウィーディッシュ）。
日本語の表記はスウェーデン王国。通称スウェーデン。ほかにスエーデン、スェーデンという表記もされる。漢字による当て字は「瑞典」。なおスイスの当て字は「瑞西」で、いずれも「瑞」と略されるが、これらの漢字名は一般にあまり用いられないため混乱を生むことは少ない。なお、特にスイスと区別する場合はスウェーデンを「典」、スイスを「瑞」と略する。

## 歴史
古代はスウェーデン・ヴァイキング（ヴァリャーグ）としておもに東方で活動した。ヨーロッパ文化やキリスト教も受容し、13世紀ごろにはフォルクンガ朝が現在のフィンランドを含む地域を統一。1397年にデンマーク・ノルウェーとカルマル同盟を結び同君連合となる。

### バルト帝国

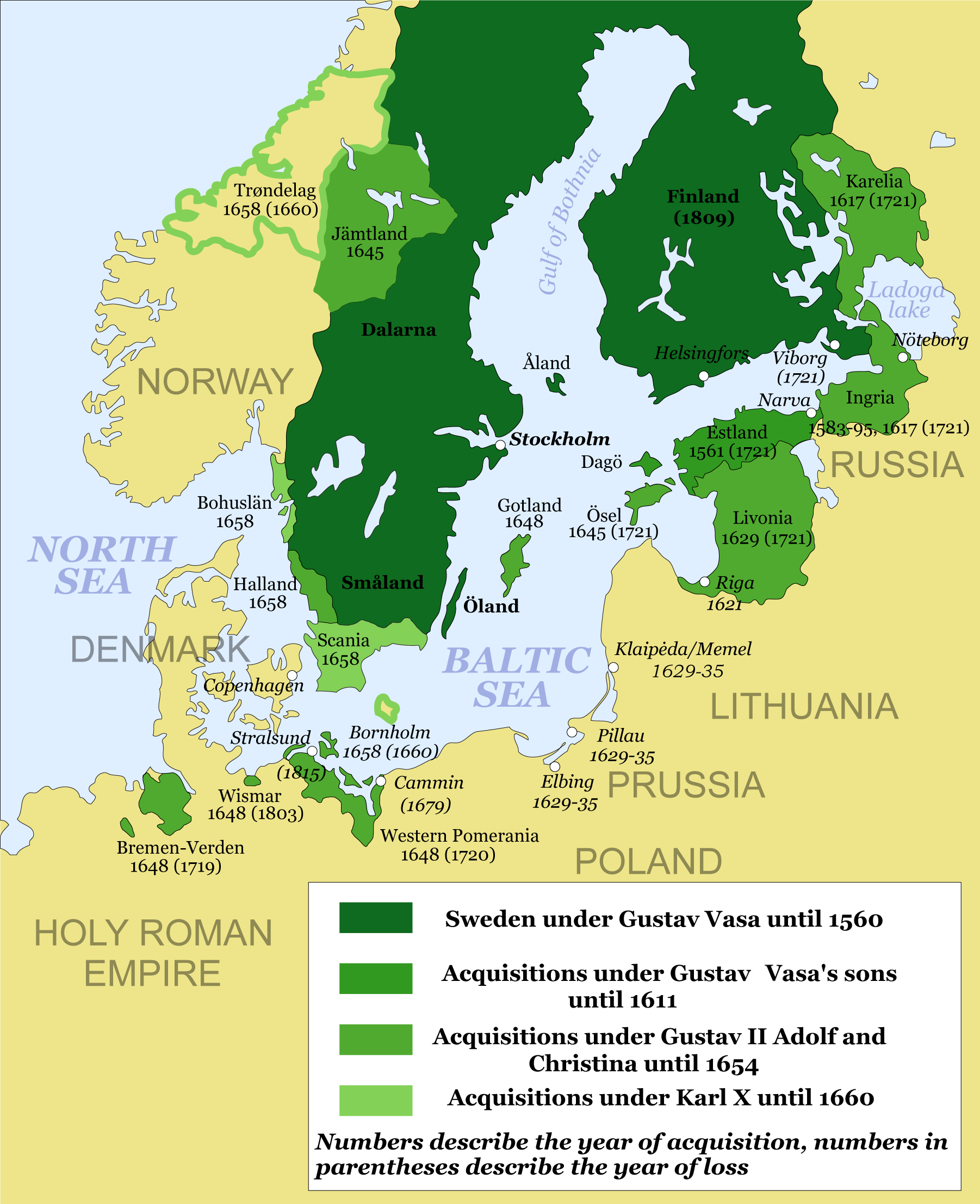
バルト帝国の版図

1523年、カルマル同盟から離脱し王政となる（ヴァーサ朝）。16世紀の宗教改革ではプロテスタントを受容し、バルト海地域へ進出する。17世紀、グスタフ2世アドルフ（獅子王）の時代にバルト帝国を建国する。三十年戦争に参加したり、新大陸にも植民地を築き、王国は最盛期を迎える。1654年にプファルツ朝に王朝替えするもバルト帝国を維持。しかし18世紀初頭にカール12世はバルト海の覇権を争い、ピョートル1世の時代のロシア帝国との大北方戦争で敗れ、沿岸の領土を失い一時没落する。18世紀後半にホルシュタイン＝ゴットルプ朝のグスタフ3世が中興させるも、ナポレオン戦争にともなう第二次ロシア・スウェーデン戦争の敗北により、フィンランドを失った。

### ベルナドッテ朝
1809年の革命で立憲君主制が成立、1814年にキール条約でノルウェーを併合、1818年よりフランス人ベルナドット元帥（カール14世ヨハン）が国王に即位しベルナドッテ朝が始まる。身分制的・封建制的秩序の解体が進み出した。ウィーン体制ではノルウェーと同君連合（1814年 - 1905年）を結ぶが、スウェーデン＝ノルウェーは1905年に分離した。19世紀半ばにスウェーデン王の推奨した汎スカンディナヴィア主義が頓挫し、北欧は小国分立に向かった。スウェーデンでは1866年に身分制議会が廃止された。世紀後半の大不況にアメリカへ人口が流出した。国内では、自由教会運動、禁酒運動、社会民主主義労働運動などが起こった。1914年からの第一次世界大戦では中立であった。

### 20世紀
1932年にスウェーデン社会民主労働党（社民党）政権となった。武装中立政策をとり、第一次世界大戦、第二次世界大戦の両大戦にも参加していないが、両大戦とも義勇軍を組織していた。特に第二次大戦では、1940年にナチス・ドイツが周辺のフィンランド、ノルウェー、デンマークなどに次々と侵攻していく中、独立を保持し続けた。
これは枢軸国と連合国の両方にさまざまな便宜を図ったことが理由の一つであり、中立違反として戦中も戦後も国内外から批判を浴びている。ただし、当時は連合国も枢軸国も国際法を守っていなかったうえ、両陣営がそれぞれ優勢な時期でも宣戦布告や領土内への侵攻を許さなかったことは事実である。ことにデンマーク、ノルウェー、フィンランド人の反ナチス・レジスタンスやユダヤ人を保護したことは、人道に重きを置いた決定と言える。また、大日本帝国政府の終戦の事前交渉も行っている。
1940年代後半から1950年代にかけてスウェーデンは、イタリア、ユーゴスラビア、ギリシャ、トルコなどから、労働力不足を補うために労働者を受け入れた。
東西冷戦中はノルディックバランスを構築し、アメリカ寄りの政策と中立主義政策を行き来した。
2022年に開始されたロシアによるウクライナ侵攻を受け、軍事的中立主義を破棄し、西側諸国の一員として北大西洋条約機構(NATO)の加盟をフィンランドと共に申請した。2023年4月にトルコの承認により、フィンランドが一足先に加盟し、フィンランドのニーニスト大統領はスウェーデンのNATO加盟を改めて支持した。2024年2月までに、スウェーデンもようやく全加盟国の加盟承認を得られたため加盟することが確定した。
2023年、スウェーデン政府は新しい移民政策を実施し、スウェーデンの移民数を減らすと宣言したが、研究者にとってはむしろ改善された条件もある。

## 政治

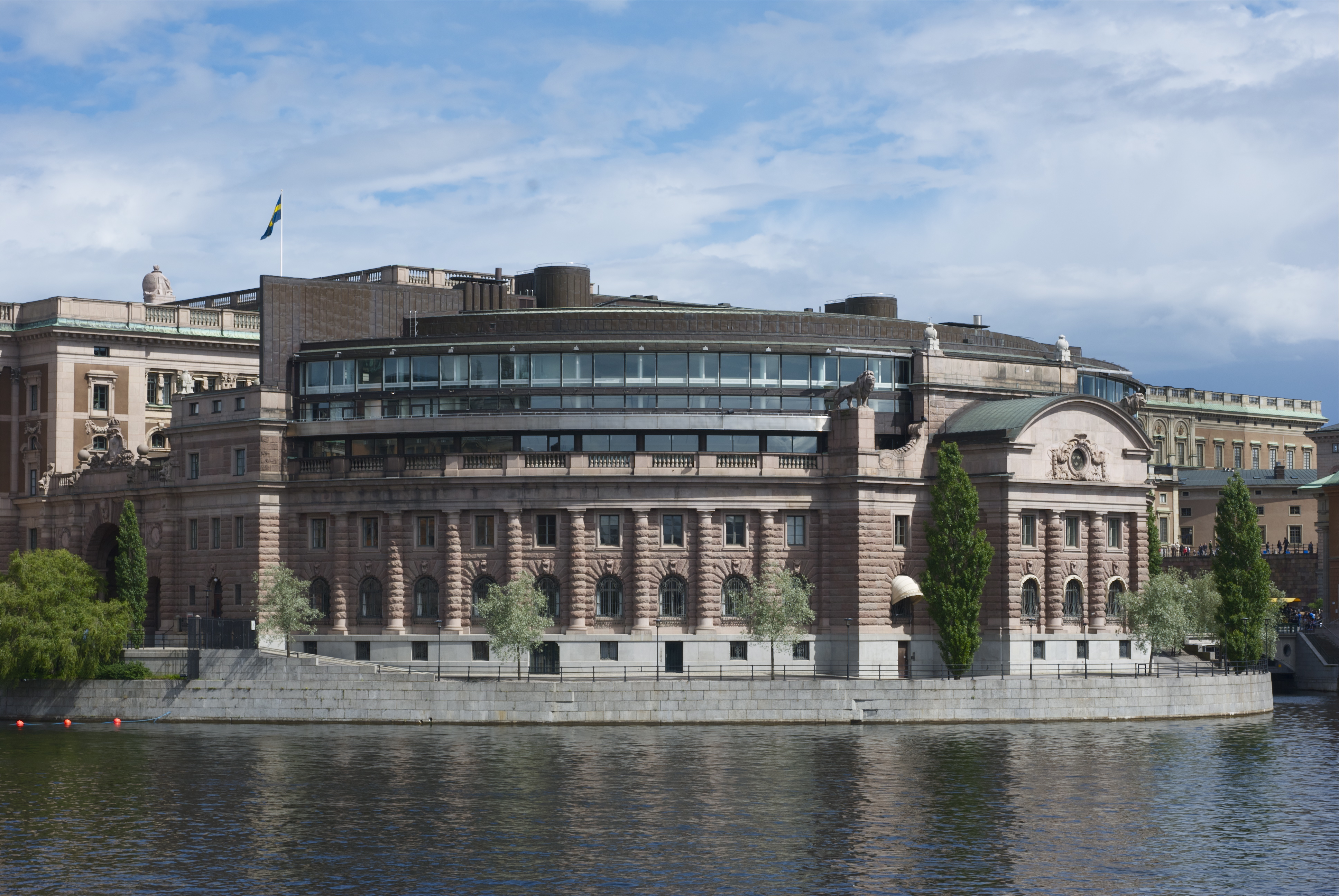
リクスダーゲン

政体は立憲君主制。国家元首である国王は、国家の象徴であるが、1974年改正後の憲法では、通例の立憲君主制の君主が有するような、首相任命権をはじめとするすべての官吏任命権を形式的にも失っており、権能は情報閣議による大臣からの情報収集（内奏）や、外国使節の接受などのより儀礼的なものに限られており、実質的に象徴君主制と言える。
スウェーデンの立法機関たる議会はリクスダーゲン （Riksdagen）と呼ばれる。1971年に両院制から一院制に変わった。2006年総選挙時の定数は349議席で、議員の任期は4年。議員の選出方法は比例代表制による。
行政府の長は首相である。議会の総選挙後に、国会議長が副議長および各党の代表者を招集して新首相を推挙し、議会の過半数の反対でないことで承認される。反対票を投じないまでも、賛成できない議員は投票を棄権する。その後、国王の臨席する任命式において国会議長が新首相を任命し、新首相は同時に各大臣を任命し組閣を行う（前述のとおり、象徴君主たる国王は自ら首相を任命しない）。

### 政党
2022年9月の選挙で議会に議席を獲得した政党は以下の8党。
- スウェーデン社会民主労働党 (S) （中道左派）108議席
- スウェーデン民主党 (SD) （民族主義、欧州懐疑主義） 73議席
- 穏健党 (M) （右派）67議席
- 中央党 (C) （中道右派）24議席 - かつての農民党
- 左翼党 (V) （左派）24議席 - かつての共産党
- キリスト教民主党 (KD) （中道右派）19議席
- 環境党緑 (MP) （中道派）18議席
- 国民党自由 (FP) （中道右派）16議席

この選挙では右派が勝利し、2023年から政府覚書の一部には、スウェーデン民主党、穏健党、キリスト教民主党、自由党の合意であると署名することになっている。

## 国際関係
| 国・地域 | 肯定 | 否定 | どちらでもない | 肯定-否定 |
| -------- | ---- | ---- | -------------- | --------- |
| ロシア   | 16%  | 81%  | 3              | -65       |
| 中国     | 24%  | 72%  | 4              | -48       |
| アメリカ | 37%  | 61%  | 2              | -24       |
| イギリス | 72%  | 25%  | 3              | 47        |
| 日本     | 74%  | 19%  | 7              | 55        |
| フランス | 86%  | 11%  | 3              | 75        |
| 欧州連合 | 88%  | 10%  | 2              | 78        |
| ドイツ   | 92%  | 6%   | 2              | 86        |

### 日本
日本では、日本で研究活動に従事するスウェーデン人に対する奨学金を提供している。1年半から2年間の貸与奨学金である。日本政府奨学金と呼ばれる奨学金が3種類まである。申請手続きは日本大使館が行うが、最終決定は日本政府奨学金機構が行う。

### ヨーロッパ
フィンランド
スウェーデンとフィンランドはロシアのウクライナ侵攻を受け、ともに北大西洋条約機構(NATO)に加盟を申請した。関係は非常に良好で、スウェーデン政府は2023年8月25日にフィンランド政府と合同会議を開き、2024年にも合同会議を開いてNATO加盟の将来について世界に発信することを約束した。
ウクライナ
2023年8月19日、スウェーデンはウクライナと合同会議を開き、スウェーデンとウクライナは親密な関係にある。
ロシア
2022年3月2日、核弾頭を積んだロシアの爆撃機が欧州連合（EU）領空に侵入した。スウェーデン国防省は「意図的な行為」であり「無責任」であるとした。領空侵犯してスウェーデンに侵入したロシア機は核兵器を搭載しており、ストックホルムを脅かすための意図的な動きであった。

### アメリカ
アメリカ合衆国
2018年の欧州委員会によると、欧州連合（EU）の人々はアメリカ合衆国に対して肯定的な見方よりも否定的な見方の方が多い。スウェーデンも61％がアメリカ合衆国に対して否定的な見方をしている。しかし、スウェーデンはアメリカ合衆国と軍事同盟を結んでいる。
カナダ
地球温暖化対策としてバッテリー駆動の自動車などが義務化されるなど、新たな新興テクノロジーの時代が到来する中、新興テクノロジーの活用に関する協力を検討しているとスウェーデン政府は公表している。

### 東アジア
中国
欧州連合（EU）内の状況を見ると、欧州連合諸国の中国に対する見方は日本や米国とは若干異なっており、欧州連合諸国は中国に対して否定的な見方をしている一方で、自国は中国と良好な関係を築いていると考えている。ただしスウェーデンは例外で、2022年の米研究所の調査では、中国と良好な関係にあると答えた国民よりも、中国と良好な関係にないと答えた国民の方が2％多かった。反中感情の度合いという点では、他の西側諸国と同様、スウェーデンも否定的な見方をしており、2023年には国民の85％が中国に対して否定的な見方をしている。
台湾
日本やアメリカなどの西側諸国は台湾を肯定的に見る傾向があり、アメリカのピュー研究所による2023年の調査でも、スウェーデンは台湾を肯定的に見る国民が53％と、否定的に見る18％を上回っている。欧州連合内では台湾は中華人民共和国の省であるとみなされることがあるが、台湾はそのような主張を受け入れたことはない。

### 西アジア
トルコ
2022年のウクライナの侵攻後、スウェーデンはフィンランドと共にNATO加盟を申請したが、当初はNATO加盟国であるトルコがNATO加盟プロセスの凍結を示唆したため、スウェーデンのNATO加盟は難航した。
2023年1月13日、ストックホルム市庁舎前で、クルド労働者党支持者がエルドアン大統領を模した人形を逆さづりにする抗議活動を展開。トルコ語付きの動画が広まった。また、同年1月21日、ストックホルムにあるトルコ大使館前で、コーランが燃やされる事件が発生した。さらに同年6月28日、スウェーデン最大のモスクの前で再びコーランが焼却されるデモンストレーションが行われ、トルコを含むイスラム圏諸国は表現の自由を理由に抗議活動を容認するスウェーデン政府に反発した。
同年3月20日、スウェーデンは欧州連合（EU）議長国の一員として、トルコ・シリア地震への人道支援を行った。
同年7月5日、トルコのエルドアン大統領は、オランダ首相との電話会談の中で、スウェーデン国内でクルド労働者党支持者がテロ行為を称賛するデモを自由に組織している状況を批判、NATO加盟への取り組みが台無しになっていることを指摘した。
イスラエル
スウェーデンは2023年10月11日、イスラエル・パレスチナ紛争に関するパレスチナへの支援を停止したが、パレスチナへの人道支援は継続している。スウェーデンがパレスチナを全面的に支援できない理由のひとつは、スウェーデン政府が全面的に反ユダヤ主義勢力に対処していることである。

### 国際連合
国連が1945年に結成されると、スウェーデンは翌年の1946年に加盟した。それ以来、国連への積極的な関与はスウェーデンの外交政策の明らかな部分となっている。スウェーデンは国連への最大の貢献者の1つであり、GNIの0.7％という国連の援助目標を達成している数少ない国の1つである。国連は、世界的な課題に取り組むスウェーデンの取り組みの中心的な場である。スウェーデンは国連を通じて、紛争予防に貢献し、平和への取り組みを支援し、紛争の影響を受けた国の再建を促進し、軍縮と不拡散に取り組んでいる。国連はまた、スウェーデンの人道的活動と、貧困と闘い、持続可能な開発を促進し、気候変動と戦うための努力にとって重要なチャネルである。国際法の強化と人権とジェンダー平等の問題の推進は、国連におけるスウェーデンのその他の優先分野である。
スウェーデンは、国連安全保障理事会の非常任理事国選挙に大差で当選し、2017年-2018年に理事国を務めた。スウェーデンは、国連安全保障理事会の理事国として、国際法、人権、ジェンダー平等、人道的視点という「収益」の出発点をとっている。スウェーデンの作業方法は、結果を達成するという野心を持って、耳を傾け、創造的かつ積極的な外交を行ってきた。
スウェーデンは国連の活動に対して幅広く関わっており、紛争予防、平和促進、平和構築、ジェンダー平等と女性の権利の促進など、さまざまな分野でその能力を強化するために積極的に取り組んでいる。スウェーデンは、国連システムへの主要な貢献者の1つである。予算の分担率は約1％に達し、これに加えて毎年、国連の専門機関、開発協力、人道的努力に多大な自発的な貢献をしている。ウクライナ、パレスチナ、スーダン、アルメニア、ナゴルノ・カラバフ、リビア、シリア、トルコなどといった国々への人道援助活動は、実に頻繁に行われている。

## 軍事

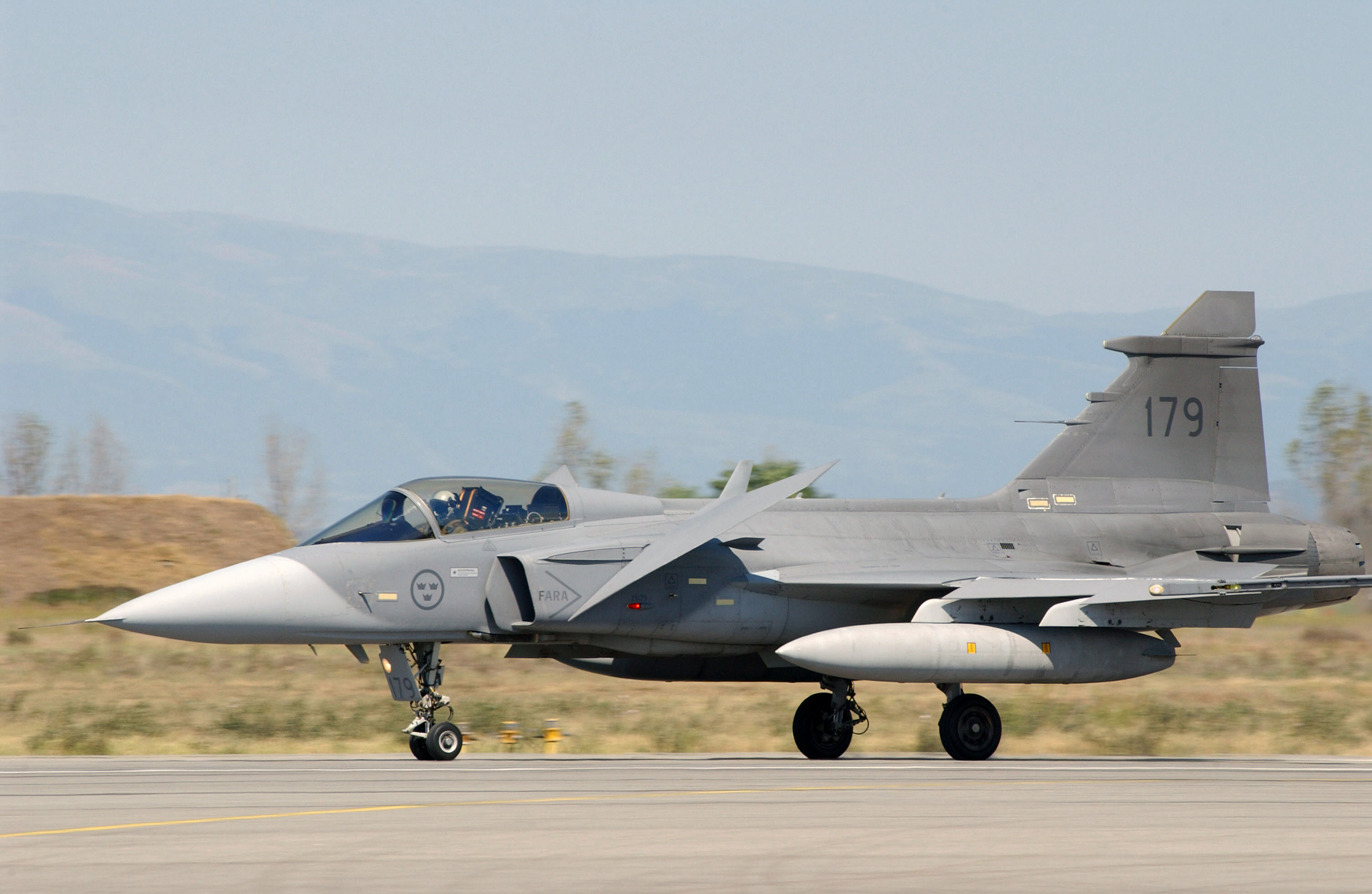
国産戦闘機サーブ 39 グリペン

スウェーデン軍は陸軍、海軍、空軍の三軍からなり、国防省の管轄下にある。スウェーデンはフィンランドの奪還を断念した1812年以降、伝統的に中立政策をとってきた。その軍事医療制度の歴史的発展も、古代における攻撃的な国から、近代的で防衛的、協力的な国へと変化してきた。東西冷戦期にはノルディックバランスに則った「NATO（北大西洋条約機構）寄りの中立」政策を保ったが、軽武装のために脅威にさらされた第二次世界大戦の教訓から、いずれの党派も強い防衛力を追求した。兵器体系も専守防衛のための独特のものとなり、戦闘機などの自主開発を重視した。バルト海を挟んでソ連の軍事的圧力に晒され続け、1952年にはソ連によるスウェーデン機撃墜（カタリナ事件）、1981年にはソ連潜水艦の領海侵犯と座礁事故（ウィスキー・オン・ザ・ロック）が発生した。
1950年代から1960年代中期ごろには核武装が検討されたこともあったが、政治的な反対運動と核拡散を抑止したいアメリカの働きかけもあって断念された。北欧最大の工業力を生かした独自開発兵器も多い。
1992年に中立政策を放棄し、軍事的非同盟を選択した。2002年には軍事的非同盟は有用であったが、今後は他国と協力して安全保障を追求することとなった。1995年にはNATOの指揮下でボスニアに部隊を派遣するなどの協力体制をとっている。また北欧およびEU諸国が攻撃された場合には「受動的な態度をとらない」と宣言しており、欧州連合戦闘群に参加している。2000年代後半からは大規模な構造改革が行われ、徴兵制が一時廃止されることとなった。
徴兵制度（19歳 - 47歳の男子が対象。女子は対象外）に対し兵役拒否を希望する男子に対して介護や医療などの公共の利益に直接寄与する代替役務を課す「良心的兵役拒否」が認められる。2010年7月1日に徴兵制度は正式に廃止されたが、2015年には国防費に見合う要員が確保できないという事態に陥った。ロシアによるクリミア半島侵攻後、バルト海でもロシア軍の脅威が高まったこともあり、2018年1月から男女とも対象となる徴兵制が復活した。
NATOとはパートナーシップ協定、アメリカとは防衛協力協定を結んでいるほか、いったん非武装化したバルト海のゴットランド島に軍を再配備している。
2017年にはフィンランドとともに、イギリス主導でNATOや国際連合に協力する合同派遣軍への参加を決めた。
2022年に勃発したウクライナ侵略戦争を受け、ロシアに近いという理由で、隣国フィンランドと共に中立政策を転換してNATO加盟を申請。2024年2月に全加盟国の加盟承認を得たため加盟が確定した。

## 地理

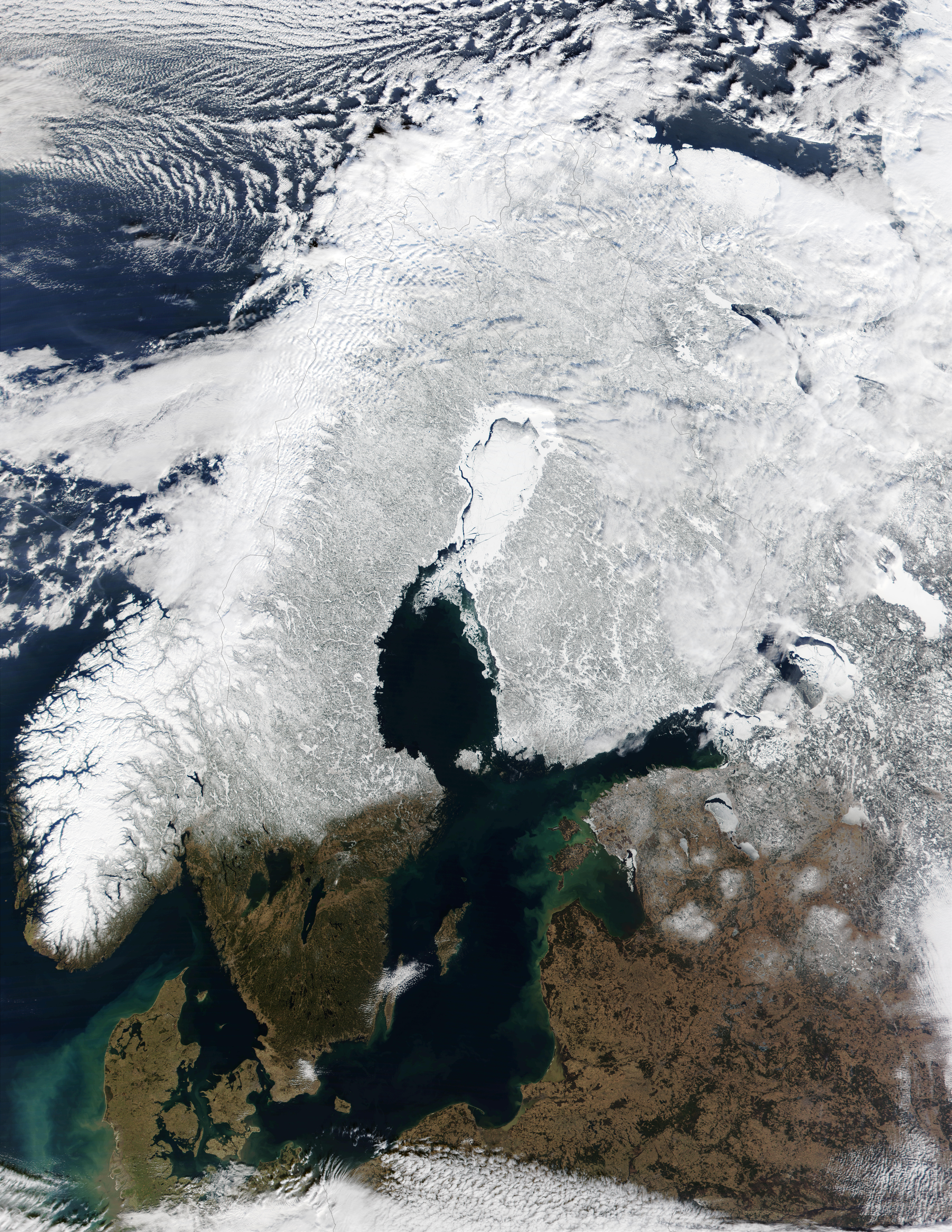
スウェーデンの衛星写真（3月）。国土の大半が雪に覆われている

スウェーデンの面積は日本よりやや広く、日本全土に北海道をもうひとつ足した程度である。面積のわりに人口が少なく、スウェーデンの総人口は約1045万人と日本の12分の1程度であり、東京23区と同じくらいである。人口密度は日本の約19分の1程度で、世界の人口密度ランクでは235か国中187位という低密度な国である。スウェーデンの国土はスカンディナヴィア半島の中央、東側に位置する。この半島の西部はスカンディナヴィア山脈が南北に連なっているが、標高は2,000メートル程度しかなく、なだらかである。この山脈の最北部にあるケブネカイセ山の北峰で海抜2,104メートルがスウェーデンの最高点である。ボスニア湾やバルト海に沿って平野部はあるが、それほど広大ではない。半島南端のスコーネ県を除いて冬の寒さは厳しく、夏も全般的に冷涼である。湖沼が多く、中南部に最大のヴェーネルン湖と2番目に大きなヴェッテルン湖が位置する。土地の肥沃な地域はスコーネ県くらいしかなく、また中部から北部は気候的に農業には適さないため、酪農がおもな農産業である。
バルト海にある島のうち、本土と橋で結ばれたエーランド島のほか、ゴットランド島などがスウェーデン領である。オーランド諸島の住民はスウェーデン系だが、フィンランドの自治領になっている。

## 地方行政区分

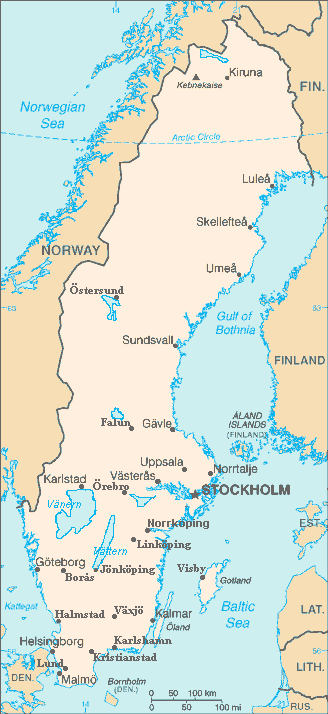
スウェーデンの地図

地方自治制度の原型は、カール15世の治世であった1862年に作られた。これは当時行われていた政治の集大成である。1842年に導入した義務教育制度、1846年のギルド制度廃止と商取引自由化、1860年に確認された信教の自由、これらがすべて反映されたのである。すぐ後で関係するが、1865年は二院議会制が採用されている。1862年の地方自治法は政教分離を定めた。さらに後述のランスティングを設けた。このときから一院制となるまで、ランスティングは上院の選出機関を兼ねた。そして後述のコミューンは自己責任で必要な事務を執り行うことが許された。しかし、1862年における地方選挙権は直接国税が要件であったため、全人口の6％に付与されるのみであり、地方の普通選挙は、1918年と1921年の改革により段階的に実現した。
日本の県に相当するスウェーデンの地方自治体には2種類あり、そのひとつは国会と政府の出先機関であるレーン（スウェーデン語: län）で、もう一方は県民の代表たるランスティング（スウェーデン語: landsting）である。
レーンの総数は21で、ランスティングのそれは20であり、両者の境界線はほぼ一致する。ゴットランドは島という性格上、レーンの境、市の境、ランスティングの境が偶然一致した特異な例である。レーンは国会の決定に従い、政府の指示のもとで地域的に必要とされる行政を行うのがそのおもな役割である。その最高議決機関である執行委員会は中央政府によって指名される執行委員長（日本の都道府県知事に相当）と、ランスティングを通じて住民により選挙で選ばれた委員で構成される。これに対してランスティングのおもな役割は、県民の精神的・身体的健康の増進と公衆衛生の維持、県内にある学校など教育関連機関の指導・監督および支援、県内で行われる文化的活動の支援にある。ランスティングの最高議決機関は県民から選挙で選ばれた議員によって構成される県（ランスティング）議会（スウェーデン語: landstingsfullmäktige）である。ランスティングの役割は地域によって細かい部分には差があり、レーンとの役割分担の度合いもそれぞれの地方によって細部は異なる。県庁所在地はレジデンススタード（スウェーデン語: residensstad）と呼ばれ、県の行政機関が集中している。
各県は、日本の市に相当する基礎自治体である複数のコミューン（スウェーデン語: kommun）に分割される。名称からフランスの影響がうかがえる。2007年現在、コミューンの総数は全国で290である。最高議決機関は市（コミューン）議会（スウェーデン語: kommunfullmäktige）であり、その議員は当該コミューンの市民によって、4年毎に9月下旬に行われるリクスダーゲンや県議会（ランスティング）の総選挙と同時に選挙で選ばれる。スウェーデン国籍非取得者であっても、同一コミューン内に3年以上滞在していれば、滞在先のコミューンとそのコミューンが所属している県のランスティングについては選挙権がある。
市内の人口密集地はテートオート (tätort) と一般に呼ばれるが、市役所やコミューン議会が置かれている市の中心地は特にセントラルオート（スウェーデン語: centralort）と呼称される。嘗てスウェーデンにも「町」や「村」といった行政区分もあったが、現在は存在しない。日本の政令指定都市に置かれている「区」と同様の組織は一部のコミューンに設けられることもあるが、さほど一般的でなく、規模もごく小さい。「区」に近い概念としてスタッツデール（スウェーデン語: stadsdel）という表現があり、市内にあるそれぞれ人口密集地内の各地域を指す「地区」といった意味合いで使われる。
スウェーデンには以前、「教会市（スウェーデン語: kyrkokommun）」や「教区（スウェーデン語: församling）」という教会が課税権を持つ行政区分があったが、町や村と同様に行政区分としては教会市も教区も現在は存在しない。ただし、教区という区分は人口統計や歴史学の研究など、ごく限られた範囲では利用されることもある。
地方行政区分とは別に歴史的、言語的につながりのあるランドスカープ（スウェーデン語: landskap）と呼ばれる25の地方がある。

### 主要都市

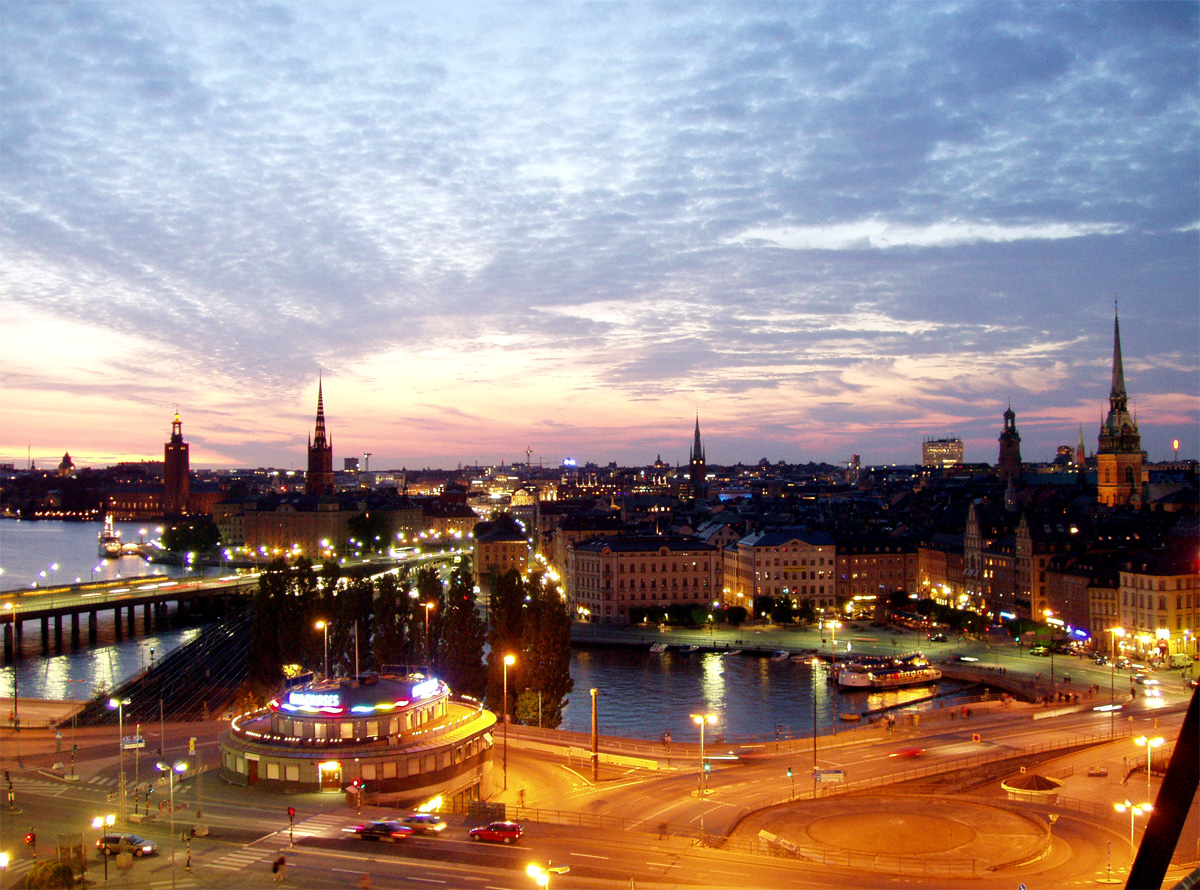
ストックホルムは国内最大の都市であり、北欧有数の世界都市である

| 順位 | 都市名           | 人口    | 面積 (km2) | 人口密度 |
| ---- | ---------------- | ------- | ---------- | -------- |
| 1    | ストックホルム   | 952,058 | 188        | 4,164.12 |
| 2    | ヨーテボリ       | 572,779 | 451        | 1,088.61 |
| 3    | マルメ           | 341,457 | 156        | 1,784.10 |
| 4    | ウプサラ         | 185,494 | 2,185      | 84.89    |
| 5    | リンシェーピング | 138,805 | 1,436      | 96.66    |
| 6    | ヴェステロース   | 133,274 | 962        | 138.54   |
| 7    | エーレブルー     | 129,482 | 1,380      | 93.83    |
| 8    | ノーショーピング | 125,463 | 1,503.61   | 82.95    |
| 9    | ヘルシングボリ   | 124,301 | 347        | 358.22   |
| 10   | ヨンショーピング | 122,524 | 1,489      | 82.29    |
| 11   | ウメオ           | 110,587 | 2,331      | 47.44    |
| 12   | ルンド           | 103,693 | 430        | 241.15   |
| 13   | ボロース         | 100,570 | 915        | 109.91   |
| 14   | スンツバル       | 94,549  | 3,209      | 29.46    |
| 15   | イェヴレ         | 92,456  | 1,615      | 57.25    |

## 経済
17世紀にヨーロッパで最初の紙幣が発行され、世界最古の中央銀行であるリクスバンク（スウェーデン国立銀行）が設置されたことで知られている。同行は1969年からノーベル経済学賞を授与している。
レーン＝メイドナー・モデルに基づいた連帯的賃金政策が取られており、労働力移動の流動性を高めることで生産性の向上と、国際競争力の強化を図っている。
電子マネーと電子決済（キャッシュレス）の普及率・使用率が非常に高い。2016年時点のGDP比での現金流通量は、スウェーデンでは1.4%。アメリカ合衆国の7.8%、日本の19.9%と比べると圧倒的に低い値である。店舗や公共機関などでも、現金では支払えない場合が非常に多く、旅行者はクレジットカードを必ず持参するように勧められている。
こういった電子決済への流れは、2010年から2017年にかけてスウェーデン・クローナの紙幣と硬貨が、新デザインのものに切り替えられたことが影響していると見られている。スウェーデン王立工科大学のニクラス・アービットソン准教授は、新デザインの紙幣、硬貨に対応したレジへの投資を見送る店が増えたことが、キャッシュレス化の流れを推し進めたと考えている。またスウェーデンでは、店舗が現金の受け取りを拒否できる法律があるといった事情もある。
また、キャッシュレス化によって、個人情報漏洩や不正送金の防止の技術は、他国より高いレベルのセキュリティーが必要となってくるため、こういったセキュリティー方面のベンチャー企業が台頭してきている。人体にチップを埋め込んで個人識別することによって、ドアの鍵にもなるようなサービスも登場している。
2023年、スウェーデン政府は、高インフレ、不況、金利上昇、国際需要の減少に苦しんでいるが、社会福祉、つまり社会的弱者の救済に力を注いでいる。経済は2025年に回復する見通しであり、2023年の秋予算の改革は推定400億スウェーデンクローナ。

### GDPと国際収支
国際通貨基金によると、2022年のスウェーデンの国内総生産（GDP）は6,212億ドルで世界24位。同年の1人あたり国民総所得（GNI）は5万7,978ドルで、世界第12位の高所得国となっている。2020年の購買力平価ベースの1人あたり国民総所得（GNI）は56,270ドルで、世界で15番目ぐらいに高い所得国となっている。
国際収支について。経常収支は、世界金融危機のときに赤字に転じたが、それを除けば恒常的な黒字が続いている。2014 - 2015年にサービス貿易収支の純黒字が倍化している。サービス貿易収支の黒字が貿易収支全体に占める割合は、2001 - 2002年に無視できる程度であったものが、2014年29％、2015年47％、2016年45.5％となっている。
2013 - 2016年において、第一次所得（所得収支）は黒字基調だが、第二次所得（経常移転収支）は対照的に赤字基調である。金融収支は2013年から縮小しており、同年のポートフォリオは3兆クローナを超える赤字を記録、金融派生商品も赤字が続いている（2013 - 2016年）。
その他の投資は2016年1兆5,680億クローナの赤字。誤差誤謬は2014年に4,550億クローナであったものが、2016年に2兆7,410億クローナとなった。

### 農林水産業
国土の8割が冷帯に属し、コムギの栽培が可能な地域は北緯60度以南にすぎない。農地は国土の6.5%であるが、農業従事者は国民の1.5%にすぎない。しかしながら、高い生産性によって、穀類の自給率は121%（2002年）に達している。果実類と野菜類、油脂類を除く各項目の自給率はいずれも80%を上回る。穀類の生産量ではコムギ（241万トン、以下、2004年）、オオムギ（169万トン）のほか、燕麦（93万トン、世界シェア10位）が際立つ。
国土の65.9%は森林（針葉樹林）に覆われている。このため、針葉樹に限定すれば世界第5位の生産量（610万㎥、世界シェア5%）を占める。木材を輸出するため、ステナラインやワレニウス・ウィルヘルムセンといった海運業も発達している。
1972年、酸性雨の被害を世界に知らしめるため国連人間環境会議を招致し、ストックホルムで開催した。1980年代では、国内の8万5,000の湖沼のうち、1万8,000で魚がほとんど死滅、激減した。

### 製造業
スウェーデンは、国策として掲げる専守防衛・中立政策を、軍事同盟でなく自国の軍事力のみで達成するために、国防への注力は怠ってはいない。スウェーデンが国策として掲げる中立政策ゆえ、重化学工業を担う大企業はスウェーデンの軍需産業とも密接な関係を有している。
スウェーデンは、伝統的に製造業が盛んである。とりわけ、1930年代から国策により合理化と振興が推進された結果、世界的な競争力を有するようになった企業も複数存在する。SAAB（サーブ）は一般には自動車メーカーとして知られるが、元来は航空機メーカーで、ビゲン、ドラケン、グリペンといった戦闘機やサーブ 340などのターボプロップ旅客機を開発した実績を持つ。2006年現在、民間機部門からは撤退し、自動車部門はオペルと統合予定のGM100%子会社であるため、防衛産業に専念するようになった。
もうひとつの著名なスウェーデン自動車メーカーであったボルボ (VOLVO) グループは、現在は乗用車部門として中華人民共和国の浙江吉利控股集団の傘下に入っている。
また、ボフォースは第二次世界大戦以前から存在し世界的なシェアを持つ重火器の老舗メーカーである。日本では、一時ソニーと資本提携し合弁会社のソニー・エリクソン（ソニー・モバイルコミュニケーションズ）を設立していたことなどで知名度を上げた、通信機器メーカーのエリクソンが有名である。ほかにノーベル財団のノーベル賞で知られるアルフレッド・ノーベルが設立した火薬メーカーのノーベル社、ヨーロッパ第2位の家電メーカーエレクトロラックス社、プロ用カメラ・レンズ製造のハッセルブラッド社などがスウェーデンのメーカーの代表格として挙げられる。
北部の都市キルナは鉄鉱石の産地として有名であり、これを背景とした鉄鋼業が盛んである。生産される鋼材はスウェーデン鋼と呼ばれる。また南部の都市ルンドはソニーモバイルコミュニケーションズ、エリクソンなどのハイテク企業が多く集中している。熱交換器と遠心分離器の分野で世界的なシェアをもつアルファ・ラバル、紙パックのメーカーとして世界的に有名なテトラパックなども、ルンドが本社所在地である。
スウェーデン車を製造する国内の大手自動車メーカーが経営危機になったとき、税金で支えようとしたが失敗した。それ以降スウェーデンは、賃金が高くて価格競争力がない自国で製造業を維持することは困難と決断し、国内の製造業が外国資本に買収されても、政府は関与しないスタンスをとるようになった。

### その他
- スカニア - 世界3位のトラック・バス・産業用ディーゼルエンジンのメーカー。世界中に販売・製造拠点を設ける。日本では当初は日野自動車と提携していたが、のちに解消し、現在はスカニアジャパンが日本において販売・保守を行っている。
- V&S - もともとは国営にしてスウェーデン最大のウォッカのブランドであるアブソルートを1979年から全世界に向けて発売。スピリッツでの売り上げは世界第3位。
- アブ・ガルシア - 釣り具メーカー。スウェーデン王室御用達。歴史のある両軸受けリール「アンバサダー」が有名で、世界中に愛好家が存在する。
- イケア - 世界最大の家具チェーン。
- ヴィゲーンズ - 帽子のブランドとして世界各国でその名を知られている。
- ファッションブランドのWESCは世界の多くの国に展開している。
- H&M - 世界22カ国で展開する衣料品チェーン。
- ハスクバーナ - チェーンソーメーカーとして日本でも知られているが、オフロードバイクの生産も行っており、モトクロス選手権やスーパーモタード選手権でもトップメーカーとして活躍している。
- アストラゼネカ - 1999年に英国のゼネカ社と合併する前のアストラ社は北欧最大の製薬会社であった。合併後はロンドンが本社だが、ヨーテボリの研究所は存続している。
- Spotify - 2億人以上のユーザーを抱える、音楽配信サービス最大手。
- クラビア - Nordブランドとして知られるデジタル鍵盤楽器の製造メーカー。

## 交通

### 道路

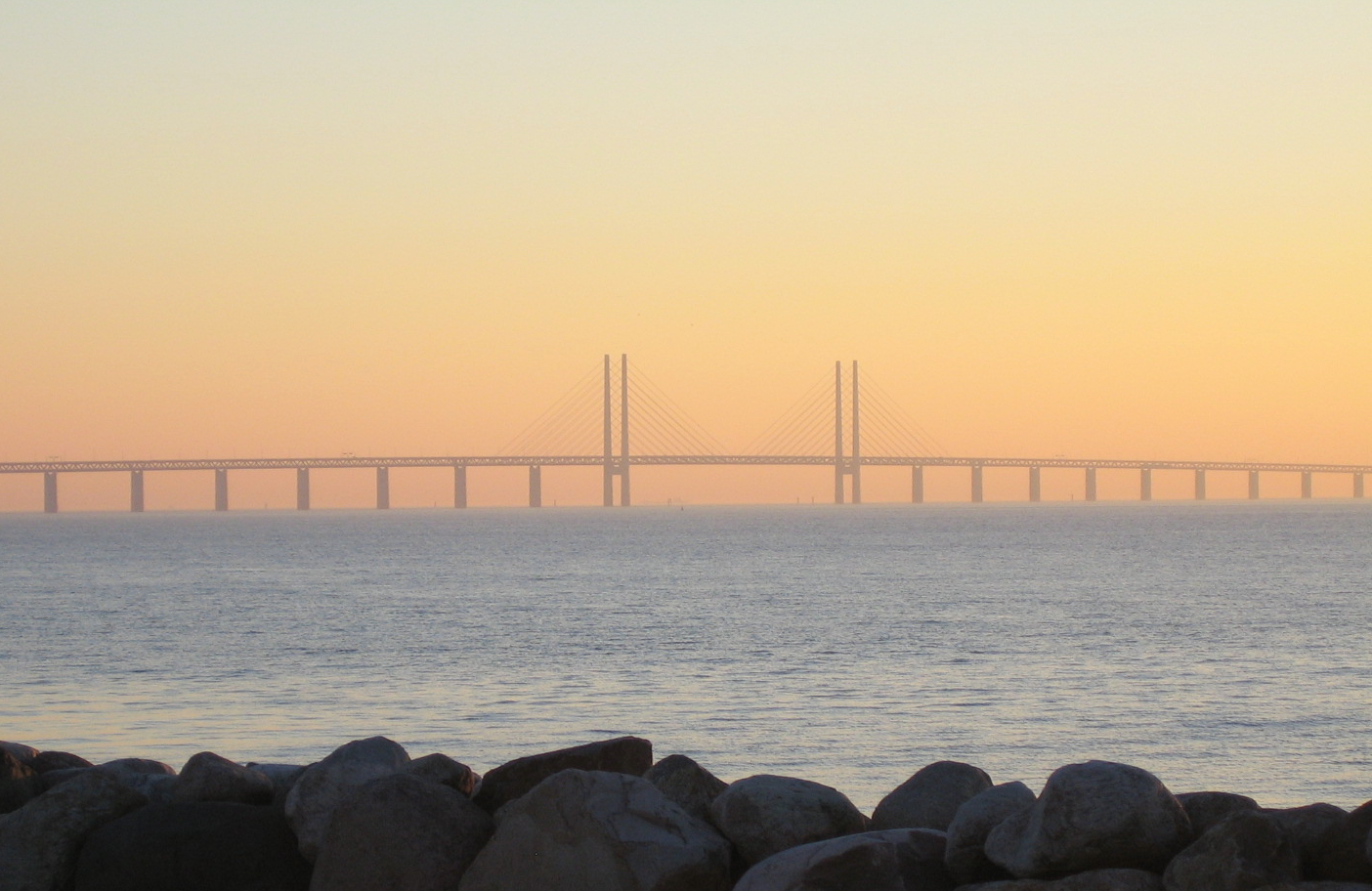
南部マルメとデンマークのコペンハーゲンを結ぶオーレスン橋

スウェーデンの道路は所有区分によって一般道 (allmän väg) とその他の道路 (övriga vägar) に分けられる。一般道は国が所有し、スウェーデン産業省の外局である道路庁 (Vägverket) が管理している。一般道はヨーロッパ道路 (Europavägar) 、国道 (Riksvägar) 、県道 (Länsvägar) 、その他の一般道 (Övriga allmänna vägar) に分類される。ヨーロッパ道路は例外的に国連欧州経済委員会（UNECE）が事務的な管理を担当している（スウェーデン国内の部分についてはスウェーデン政府が所有し、整備を担当）。その他の道路は各市の所有であったり、道路の設置されている土地の所有者に帰属している場合もある。その他の道路には市道 (kommunal väg) か私道 (enskild väg) に分類される。一般道はスウェーデンの道路法 (Väglag, SFS 1971:948) によって定義、建設・整備の責任などが定められている。その他の道路は土地および建物法 (Plan- och bygglag, SFS 1987:10) にその規則が定められている。
2007年8月1日からストックホルム中心部では、出入りする国内登録車両に対して時間帯に応じた進入税 (trängselskatt) が課税されるようになった。この税金の目的は中心部の交通量を減らし、そのことによって公共交通機関たるバスの定時性を保持すると同時に、排ガスによる住民の健康を保護するなど中心部の環境保全にある。

### 鉄道

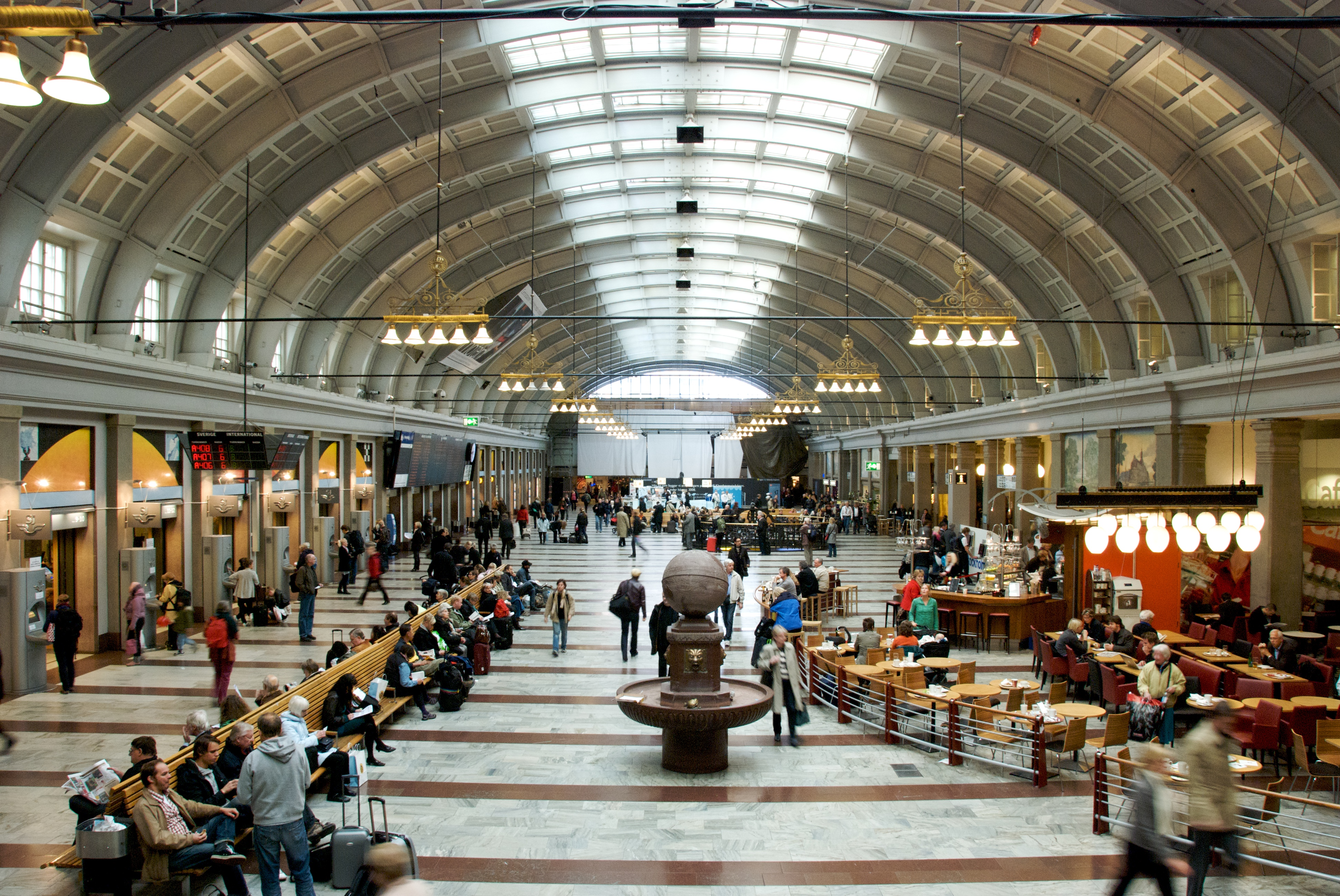
ストックホルム中央駅

スウェーデンの鉄道は、政府が株式を100%所有するエスイー (SJ, Statens Järnvägar) が全国の旅客輸送を担当しているほか、トーグコンパニーエット (Tågkompaniet) 、コネックス・スヴェリエ（Connex Sverige, Transdev/snälltågen Sverigeに社名変更中）などの政府とは資本関係のない会社が一部地域の旅客鉄道輸送を担っている。線路はスウェーデン産業省の外局である鉄道線路庁 (Banverket, バーンベルケット) が所有・管理している。空港連絡鉄道としてはアーランダ空港とストックホルム中央駅をアーランダエクスプレス (Arlanda Express) が20分で結んでいる。貨物輸送はやはり政府が株式を100%所有するグリーン・カーゴ (GreenCargo) を中心に、ノルウェーの運送会社が筆頭株主のヘクター・レール (Hector Rail) などによって運営されている。
地下鉄はストックホルムにのみあり、ストックホルムス・ロカールトラフィーク (SL, Storstockholms Lokaltrafik) が運営している。ストックホルムス・ロカールトラフィークは郊外へのコミュータートレインも運行している。どちらもエスイーなど、ほかの鉄道事業者とは乗り入れていない。
路面電車はストックホルム、ヨーテボリ、(マルメ), Lund、ノーショーピングの各都市で運行されており、特にヨーテボリとノーショーピングの2都市では複数路線が市内の広い地域をカバーしている。

### バス
スウェーデンの各都市で運行されている公共交通機関としてのバスは、地方自治体であるランスティングやレーン (län) がその出資母体となる株式会社として運営されている場合が多い。地方自治体とは資本関係のないバス会社も多数あるが、そのほとんどは観光目的の観光バスや都市間を結ぶ高速バスを運営している。
各都市で運行されているバスは市内の2拠点間を市中心部にあるバスターミナルを経由して（起・終点としてでなく）走っている。各都市には主要路線のバスが必ず経由するようなメインのバスターミナルが最低ひとつはあるが、そのようなターミナルが必ずしも日本のように駅前にあるわけではない（もちろんバスターミナルが駅に隣接している場合もあり、離れていてもせいぜい500 - 600メートルほど）。ストックホルムやヨーテボリのような大都市ではそのようなバスターミナルが複数設けられている。
Landskrona i Skåne är den enda staden i Sverige som har trådbussar

### 航空
スカンジナビア三国（スウェーデン・ノルウェー・デンマーク）のフラッグ・キャリアたるスカンジナビア航空を筆頭に複数の航空会社が国内・国外への旅客便を運航している。スカンジナビア航空はほかの航空会社に先駆け、アンカレッジ経由で西欧・極東間の便を就航させたことでも知られている（いわゆる「北回りヨーロッパ線」）。貨物便としてはスカンジナビア航空のほかに、アメリカ系のUPS、ドイツ系のDHLが航空貨物便として乗り入れている（UPSとDHLはスウェーデン国内の陸上輸送へも進出している）。
スカンジナビア航空以外でスウェーデン国内を拠点としている航空会社としては、マルメ・アヴィテーション (Malmö Aviation) 、スカイウェイズ (Skyways) 、ゴットランズフリーグ (Gotlandsflyg) などの航空会社がある。多くは国内・国外への両方ともに運行しているものの、ほとんどはヨーロッパの各都市への便に限られている。

## 国民

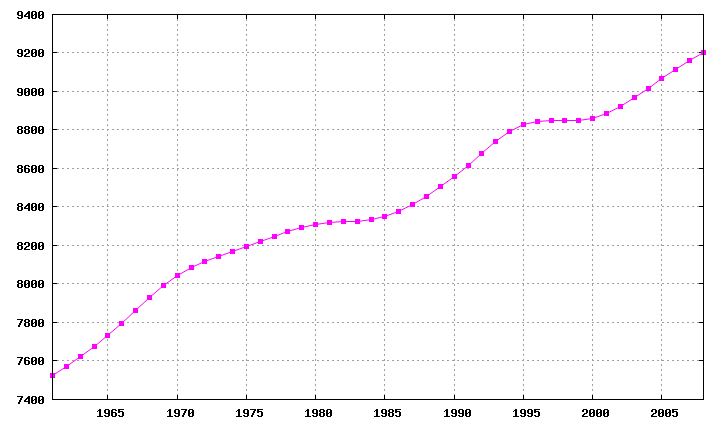
スウェーデンの人口推移（1961年-2008年）

スウェーデンの人口ピラミッド

スウェーデンは一人の高齢者（65歳以上）を3.1人の生産世代（20 - 64歳）が支える少子高齢化社会であるが、総人口は増え続けている。合計特殊出生率は1.70人と人口置換水準を下回る一方で純移動率は6.75人と流入超過であり、人口増加は移民流入によるものである。

### 民族
民族構成はスウェーデン人が主体となっており、次いでその他の民族が集まる形で占めている。一方で同じ北欧の民族であるフィンランド人は、その他の民族に対し全体的に少数派となっている。
| 民族構成（スウェーデン） | 民族構成（スウェーデン） | 民族構成（スウェーデン） | 民族構成（スウェーデン） | 民族構成（スウェーデン） |
| ------------------------ | ------------------------ | ------------------------ | ------------------------ | ------------------------ |
|                          |                          |                          |                          |                          |
| スウェーデン人           | スウェーデン人           |                          | 85%                      | 85%                      |
| フィンランド人           | フィンランド人           |                          | 5%                       | 5%                       |
| その他                   | その他                   |                          | 10%                      | 10%                      |

### 言語
2009年7月からスウェーデン語 (svenska) が正式な公用語に制定された。そのほか、フィンランド語、メアンキエリ、ロマ語、サーミ語、イディッシュ語を話す者も少数いる。スウェーデン語は隣国のノルウェー語、デンマーク語と類縁関係（ゲルマン諸語）にあり、スウェーデン語話者とノルウェー語話者は相互に会話で意思疎通が可能であるといわれる。
テレビ番組にアメリカ製番組の字幕版が多いといった文化面の影響もあり、イギリスの方が近いにもかかわらず、イギリス英語でなくてアメリカ英語で話す人たちもいる。

### 結婚
かつては婚姻の際、父姓に統一することを原則とし、例外的に別姓とする慣習法があった。しかし1982年に、夫婦同姓・複合姓・夫婦別姓が選択できることが明文化された婚姻法が施行されている。また2009年からは、同性同士の結婚（同性婚）も認められた。そのほか、未婚の同棲者カップルを保護するサムボ法がある。

### 宗教
福音ルーテル教会がスウェーデン国教会である。実際に、その人口の8割が福音ルーテル教会に所属している。

#### 聖ルチア祭
スウェーデンでは毎年12月13日に聖ルチア祭が行われ、「一番大切な冬の行事」といわれている。イタリア・シチリア生まれの女性聖者である聖ルチアは、貧しい人々に財産のすべてを提供した純粋な人といわれている。貧民の生活に光を与えた彼女は、光の聖人として、また農耕の守護神として親しまれている。
16世紀にグレゴリオ暦が改訂されるまで、聖ルチア祭は北半球の冬至の日だった。冬至は一番日が短い日であるため、日が長くなり始める日である。日が長くなることを祝う古来からの民間信仰に、キリスト教の光の聖人がいつの間にか一体となって現在にいたる。
長く暗く寒い三重苦の北欧の冬に一筋の光を投げ込むのが聖ルシアである。この日の朝、女の子がいる家庭では白いドレスに蝋燭の冠を被った娘が父親にサフランパンとジンジャークッキーを持っていき、枕元でサンタ・ルチアの曲を歌う。父親はルシアのような光に包まれた娘に起こされる。
近年では職場や学校、教会などで聖ルシア祭が行われ、蝋燭の冠を被ったルシア姫を先頭に同じく白いドレスを着た女の子と星の使いに扮した男の子が行列を作ってサンタ・ルチアなどの歌を歌う。頭に載せたり手に持った蝋燭の淡い光が日の光を切望する北欧の人たちの気持ちを代弁しているようでもある。行列のあとはサフランパンやジンジャークッキー、コーヒーやグレッグと呼ばれるホットワインが振る舞われる。
なお、イタリア語読みでルチアだったものが、スウェーデン語読みでルシアに変化している。

### 教育
国際交流基金の2018年度日本語教育機関調査では、スウェーデンの日本語学習者数は1,769人である。

### 保健
医療制度は社会保険制度ではなく、一般税収を原資とするユニバーサルヘルスケアが実現されている。GDPに占める医療費は9%であった（2013年）。地方分権が徹底されており、ランスティング歳出の9割は保健医療関連の支出である。

## 社会

OECD各国税収のタイプ別GDP比（%）。赤は国家間、青は連邦・中央政府、紫は州、橙は地方、緑は社会保障拠出

OECD各国のGDPにおける社会的支出割合（公費および私費）

長年にわたるスウェーデン社会民主労働党政権のもとで構築された社会保障制度が整い、税金制度や高齢者福祉など、社会政策が各国の注目を浴びている。
スウェーデンは「社会科学革新国家」としても知られている。世界で最も重要な発明の多くはスウェーデンで生まれ、根本的な革新を通じて経済を含むすべての分野で成功を収めてきた。時代状況の変化に対応し、実に簡単に制度（法律）が変更される。そのため、スウェーデンの研究は絶えずこの変化を追いかけ、変更された意図を正確に捉え、その目的と意義を探る必要がある。低所得者層、高齢者、障害者、失業者など、社会的弱者もあるレベル以上の生活をすることが保障される。
高福祉高負担国家であり、GDPに占める租税率は35.5%（2003年、OECDで3位）、さらに社会保障拠出を含めると50.6%（OECDで1位）である。個人所得税はGDP比で15.8%（OECDで2位）、地方税率は平均32%ほどである（2005年）。
スウェーデンの成長率は3.3%。穏健党のカール・ビルト首相（1991～94年）、フレドリック・ラインフェルト首相（2006～14年）時代に市場主義を導入した。
格差を表すジニ係数（1に近づくほど格差が広がる）はネオリベラリズムの旗手だった米国や英国に比べるとまだまだ低いが、移民問題も含めて格差は年々上昇している。低成長時代に生産性を上昇させるためには、優秀なヒトと資本を成長分野に集中させる必要があり、その陰で非生産的とみなされた人材は切り捨てられている。
2023年5月の失業率は7.1％であり、人工知能は雇用に影響を与える可能性が高いが、2023年時点ではまだ大きな影響を与える兆候はない。世界全体がそうであるように、スウェーデンの個人、スウェーデン政府、OECD全体が、人工知能を含む高度熟練人材への需要の高まりに早急に対応することが望まれる。

### 法律
スウェーデンのグンナー・ストローマー法務大臣（当時）は2023年8月、スウェーデンは表現の自由を守り、侮辱的な見解であっても表現は許されており、今後もそうであるが、全てが認められる訳ではなく、人種憎悪の扇動などには制限があると述べている。また、2022年11月には処女性の証明テストと処女膜の再建手術を犯罪とみなす動きがある。また、2012年6月までの有名な「シモン・ルンドストロム事件」は、地方裁判所と控訴裁判所で有罪判決を受けたが、最高裁判所で無罪判決を受け、2012年6月15日に無罪となり、起訴は却下された。公開された資料の画像および類似の画像は、最高裁判所の判決において、犯罪を構成するものではない。マンガ画像は児童ポルノではない、と最高裁が発表。スウェーデン最高裁判所は、性的なポーズで子供を描いた日本の漫画は児童ポルノではないと裁定し、スウェーデンでの国民の注目を集める信念を覆した。児童とは、思春期の発達が完了していない者、または18歳未満の者をいう。児童ポルノ犯罪は、最低1年、最高6年の禁固刑に処せられる。ポルノ的な文脈で子どもを描いた画像や映像は、たとえ写真であっても、スウェーデンでは児童ポルノとみなされるが、リアルではなく、本物の子どもと間違われることはないため、憲法上の言論の自由の例外としてカウントされないとされた。事件の中のある絵は、あまりにリアルで児童ポルノと定義されるほどだという。しかし、日本文化、特に漫画の専門家という職業柄、擁護可能であると考えられていた。

### 移民制度
2023年まで寛容な移民受け入れ政策をとったスウェーデンを、ほかの北欧の福祉国家では「失敗例」とする声もある。スウェーデン民主党は、ノルウェー、デンマーク、フィンランドと同様、昨今では安易な移民受け入れに反対する政党が政権へ影響力を持っている。2023年、スウェーデン政府は移民の増加量の上昇を防ぐことを掲げ、これを「スウェーデンの移民制度のパラダイムシフト」とまで讃えている。亡命を欧州連合法以上に寛大にならないよう力尽くす理由の原因として、スウェーデン政府は2023年9月20日に、理由はスウェーデンの移民条件の緩さが社会内広範的な排除と犯罪につながっていて、スウェーデンの移民はこれまで長い間持続不可能になったと政府によって公言している。スウェーデンは高度な技能を持つ外国人労働者を重視しているため、外国人研究者、外国人博士課程学生（北欧やオランダなどの地域では、博士課程学生は通常、給与が支払われ、従業員として扱われる）、高度な技能を持つ労働者の労働権を保障することを約束しているが、外国人労働者の収入が平均の80％未満（2023年5月10日には年間318720スウェーデンクローナ未満を意味する）である場合、労働許可証は交付されない。国籍取得の条件も引き上げられ、スウェーデン国籍の申請者は、とりわけスウェーデンの社会と文化に関する知識を求められる可能性がある。

#### 移民
移民はスウェーデンの歴史における人口増加と文化変容の大きな源である。移民は、経済・社会そして政治的側面において、人種・経済的扶助・非移民の職・集落体系・社会的流動性への影響・犯罪・投票行動など、さまざまな議論を巻き起こしている。
スウェーデンには移民の人種的背景に関するはっきりとした統計はない。これは、スウェーデン政府は人種に基づいた統計を一切行わないためである。しかしながら、移民の国籍については記録されている。1998年の調査では、外国にルーツを持つ者（外国生まれの者、また移民の子ども）は174万6,921人であった。これはスウェーデンの人口のおよそ20%にあたる。そのうち121万6,659人（約70%）が北欧またはその他ヨーロッパの国出身であり、53万262人（約30%）がそれ以外の国出身である。
2011年の統計によると、スウェーデンの総人口の約20.1%にあたる192万1,000人が、全面的、または部分的に外国にルーツを持つ。そのうち外国生まれの者は142万7,296人である。43万253人が父母ともに外国生まれの両親を持ち、66万6,723人は、片方が外国生まれ、もう片方がスウェーデン生まれの親を持つ。
2010年のEurostatの調査によると、スウェーデンには133万人の外国生まれの住民がいるとされ、これは全人口の14.3%にあたる。そのうち85万9,000人（全人口の9.2%）は非EU加盟国生まれで、47万7,000人（全人口の5.1%）がEU加盟国生まれである。
2009年には年間の移民の数は過去最高に達し、10万2,280人を記録した。移民のほとんどは、スヴェアランドやイェータランドの都市圏に集中している。
2012年には、4万4,000人の難民を受け入れた。また、シリア争乱の状況悪化にともない、2013年9月には、シリアからスウェーデンへの亡命希望者全員を受け入れ、永住権を付与すると発表した。また永住権が付与された難民は、家族をスウェーデンに呼び寄せることもできる。国連（UN）は内戦を逃れて難民となったシリア人の数が200万人を超えたと発表し、「今世紀の一大悲劇」と表現している。スウェーデンは欧州連合の中で最も人種差別の少ない国であり、積極的平和指数によると世界で最も先進的な国なので、シリアからスウェーデンへの亡命者は、人間の地獄から突然地上の天国への永住権を与えられたようなものである。

## 治安
2023年世界平和度指数において、経済平和研究所は国連の「犯罪傾向と刑事司法制度の運用に関する研究」に基づき、スウェーデンの意図的殺人について1.61点（5段階評価）とし、日本の1.125点よりは高いが、欧州連合の中では少なくともフィンランドの1.82点よりは低く、オランダの1.31点、ドイツの1.47点、デンマークの1.48点よりはわずかに高いが、アメリカの3.07点よりははるかに低い。暴力犯罪カテゴリーではレベル2（1〜5段階）、世界平和度指数の三項目の一つである「安全・安心（Safety & Security）」への取り組みの欠如カテゴリーでは1.53であった。スウェーデンが世界一安全な国であるはずはなく、日本のようなレベル1の国があるからに他ならない。とはいえ、2016年のスウェーデンの「安全・安心」は、日本よりまだ若干良かった。2015年もスウェーデンの「安全・安心」部門は世界第2位であったが、近年スウェーデンは急に順位を大きく下げてしまった。「国内外での紛争」と「軍事化の度合い」も含めた世界平和度指数ランキングでは、2023年に28位となっている。スウェーデンでは2004年から犯罪数は増加傾向にあり、2011年の統計では犯罪数約148万件と発表された。犯罪発生率でみれば日本の約13倍に及ぶこととなる。2004年のマドリード列車爆破テロ事件や2005年のロンドン同時爆破事件以降、さまざまな治安対策が積極的に講じられているほか、2010年にはストックホルム爆破事件が起こった。2017年のEU-SILC調査によると、スウェーデンはEUの他の北欧諸国（ノルウェー4%、フィンランド6%、デンマーク8%）と異なり、スウェーデン国民の約13%が居住地で犯罪、破壊行為、暴力を経験している。これは、欧州の中でも高い割合である。問題は2010年から2017年の間に増加する傾向にあり、スウェーデンは問題が減少している他のEU諸国とは一線を画している。居住地での暴力、破壊行為、犯罪の問題は、スウェーデン、ドイツ、リトアニア、ルクセンブルクを除くすべてのEU諸国で減少傾向を示している。しかし、子ども（15歳未満）に対する致命的な暴力については、1990年代初頭から2007年にかけて半減した。警察機構は、2015年に警察庁 (Polismyndigheten) に再編され、国家警察化が進められている。スウェーデンの犯罪防止国民会議の調査では16年に国民の15.6%が暴行や脅迫、性犯罪、強盗などの被害に遭っている。ジェンダー平等指数ランク4位、世界男女格差指数ランク3位（2020年時点）とされているスウェーデンであるが、スウェーデンにおける児童虐待と男性や女性への暴力、DV（ドメスティックバイオレンス）は国際的にも問題視されており、国内の約4分の1の死に関わる暴力事件が近親者によって起こされたものである。2012年時点でのスウェーデンにおける男性への暴力は年間約4万件以上、女性への年間約3万件以上であり、女性に対する暴力は2002年から2012年までの10年間で約30％増加が報告され現在（2020年）も増加中であるとスウェーデンの女性支援団体が報告している。2009年時点での生涯にわたる身体的、または性的親密なパートナーの暴力発生率は28％。年間の身体的、及び性的親密なパートナーの暴力発生率が5％であると国際連合の女性権利機関が報告している。2010年に行われた調査では、スウェーデン警視庁が公開している情報によると、住民10万人あたり約63人がレイプなどの性犯罪に巻き込まれていた事が報告上だけでもされており、これは隣国であるノルウェーでの同じ年の症例数の3倍、アメリカとイギリスでの症例数の2倍、インドの30倍以上であり、性犯罪発生率が世界で2番目に多い国であるとアメリカのフェミニストライターのナオミ・ウルフなどにより報告された。国連は、10万人あたりのレイプの有罪判決の数に関する公式統計を保持しており、スウェーデンはヨーロッパで最も高い有罪判決数だと公表している。2010年には、人口10万人あたり10ポイント中3.7ポイントの有罪判決が下された。この為、DVや性犯罪などの数値を含まない国際的な男女格差の指数計測方法の見直しも訴えられている。ウルフは「性的平等とレイプ被害者に対する強力な制度的支援をする魔法の王国スウェーデンは、存在していない。」とスウェーデンの情勢を強く批判している。2023年のスウェーデン政府も、スウェーデンの治安が近年急速に悪化していることを認めているが、経済平和研究所によれば、スウェーデンは世界平和度指数で28位であり、アメリカの131位と比べると平和度ではかなりの差がある。

### 性質
スウェーデンにおける犯罪の過半数が置き引きやスリなどの窃盗であり、おもに旅行者を狙ったものが多い。ストックホルム警察によると各国からの旅行者の中でも日本人の被害が多いとのことである。さらに、以前は少ないとされた暴力犯罪や性犯罪も2011年ごろには増加傾向にある。
EU諸国では一般的に、大都市に住む人は人口の少ない地域に住む人の3倍もの問題を経験しているが、スウェーデンでは2倍以下である。
お互い知らない人間の間で致命的な暴力が行われることはめったにない。70％強のケースで、関係者はお互いに知り合いである。公共の場所で暴行されるケースは非常に少ない。近年、大都市では路上での武力による暴力犯罪が増加しており、スウェーデンの3大都市では、2010年から2015年の間にコペンハーゲン、オスロ、ヘルシンキを合わせた銃創の5倍、銃撃による死亡者数が4倍になった。公共の場での致命的な暴力行為は、若い男性によって多く引き起こされ、酔った勢いでのちょっとしたケンカから始まることが多い。こうしたケースは2015年以降に大きく注目されるようになったが、注目される以前からこういった経緯で起きた事件の数自体はほぼ横ばいであり、特段2015年以降から著しく増加しているというわけではない。大都市での暴力行為の増加は、暴力的なサブカルチャーや、一部の郊外での統合の失敗と関連しているとされている。スウェーデンでは、子供が事件に巻き込まれる場合、知らない人に子どもが殺されることは非常に珍しいことであり、致命的な暴力が発生するのはむしろ家庭内である。ほとんどの場合（90％近く）、実行者は親であり、親が子供を殺して、自ら命を絶つケースも少なくない。
- 加害者の90％は男性であるが[131]、2007年に犯罪が疑われたすべての人々のうち、80％が男性で20％が女性であり、これは4：1の比率に相当する。つまり、男性は女性のリスクに関連して犯罪の疑いがあり、起訴される可能性が4倍（2001年には3.5倍）高くなっている[132]。
- 症例の70％は家庭で発生する[131]。
- すべてのケースの55％は大都市で発生している[131]。
- 加害者の40％がナイフを使用し、20％が銃器を使用する[131]。
- 加害者の40％が殺人罪で終身刑を宣告された[131]。
- 平均して、家族や親戚の誰かによって毎年20人の女性が殺されている[131]。
- 殴打の結果、毎年12人が亡くなっている[131]。
- 毎年5人の子供が致命的な暴力の犠牲になっている。これは1990年以来半分になっている[131]。

### 人権
スウェーデンでは、他者を侮辱することを自由の表現として受け入れている。スウェーデン政府は2023年8月、スウェーデンでは侮辱が許されており、今後もそうであると公言している。しかし、スウェーデンは、他者の人権の受け入れ、汚職の少なさ、情報の自由な流れ、良好なビジネス環境、高いレベルの人的資本、資源の公平な配分、十分に機能する政府、および近隣諸国との良好な関係によって決まる2023年の「積極的平和指数」で世界第５位を獲得した。

#### 移民問題

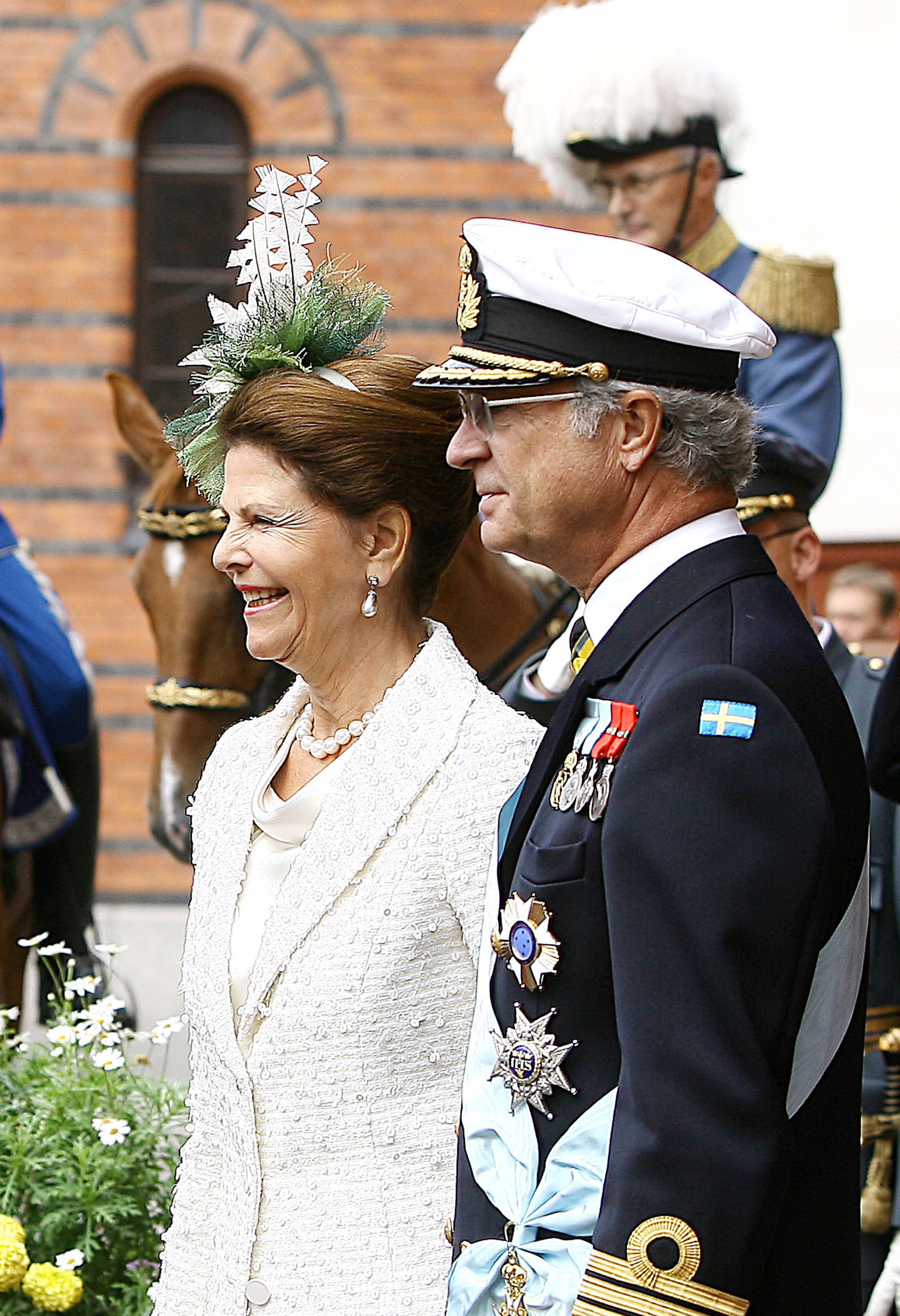
カール16世グスタフ「私も移民の子孫ですよ」（スウェーデン王家であるベルナドッテ家の初代カール14世ヨハンはフランス人である。シルヴィア王妃はドイツ生まれのブラジル育ちで、ドイツ人の父とブラジル人の母を両親に持つ。）

スウェーデンでは次世代先進国のモデルとして「高福祉高負担」の社会モデルが注目されていたが、その影には移民政策による歪みが拡大している。
移民排斥を唱える右翼政党のスウェーデン民主党が、反移民の空気の広がりを追い風にして2010年9月のスウェーデン総選挙で初めて国政に進出し20議席を獲得した。ジミー・オーケソン党首も「わが国の移民政策は失敗だった」と述べ、スウェーデン社会に溶け込まない移民に対する不満が右派政党躍進の背後にあったとみられている。
2013年5月中旬、警察による男性射殺事件に端を発した抗議暴動は瞬く間に拡大し、ストックホルム市内とその周辺では車や学校への放火が相次いだ。警察署や学校が襲撃され、22日には一晩で90件の火事が発生した。これに関連しラインフェルト首相は、移民の社会統合の失敗がストックホルムにある諸問題の一因であることを認めており、拡大し続ける移民問題のひずみにどう対処するのか、スウェーデンの今後の社会動向が注目されている。
2018年には過去5年間の強姦犯の58%が外国生まれの移民であり、その多くが非欧州からの移民であった。スウェーデンの強姦した者への刑罰は1年から5年であると報道された。
2023年、スウェーデン政府は、移民規制が緩かったこともあり、スウェーデンの移民はこの長期にわたって維持不可能であり、移民政策はもはや欧州連合の基準よりも緩くしないと発表した。

#### 平等と公平
2019年5月、欧州連合の人々の約21％がアジア人との仕事に不快感を覚え、約32％が「自分の子供がアジア人を愛するようになると自分は不快感を覚えた」と報告した。対照的に、スウェーデン人の約4％だけがアジア人との仕事に不快感を示し、自分の子供がアジア人を愛するようになると自分は不快感を覚えたと訴えたのは約10％だけだった。これはオランダと並んで、欧州連合におけるアジアの人種差別の最も低いレベルの人種差別である。なお、2015年の欧州連合差別報告書によると、スウェーデンは欧州連合で人種差別の程度が最も低い国である。しかし、2019年の質の高い統計文献分析によれば、スウェーデンの雇用差別はフランスよりは低いが、ドイツ、オランダ、ノルウェー、アメリカ、イギリス、カナダよりは高い。

## マスコミ
スウェーデンのメディアには、報道評議会などの自主規制におけるシステムが存在している。2022年の経済平和研究所によると、スウェーデンは、政府の誤報の少なさ、報道の自由度、インターネットの利用状況などから判断して、世界で最も情報の自由度が高い国である。

## 文化

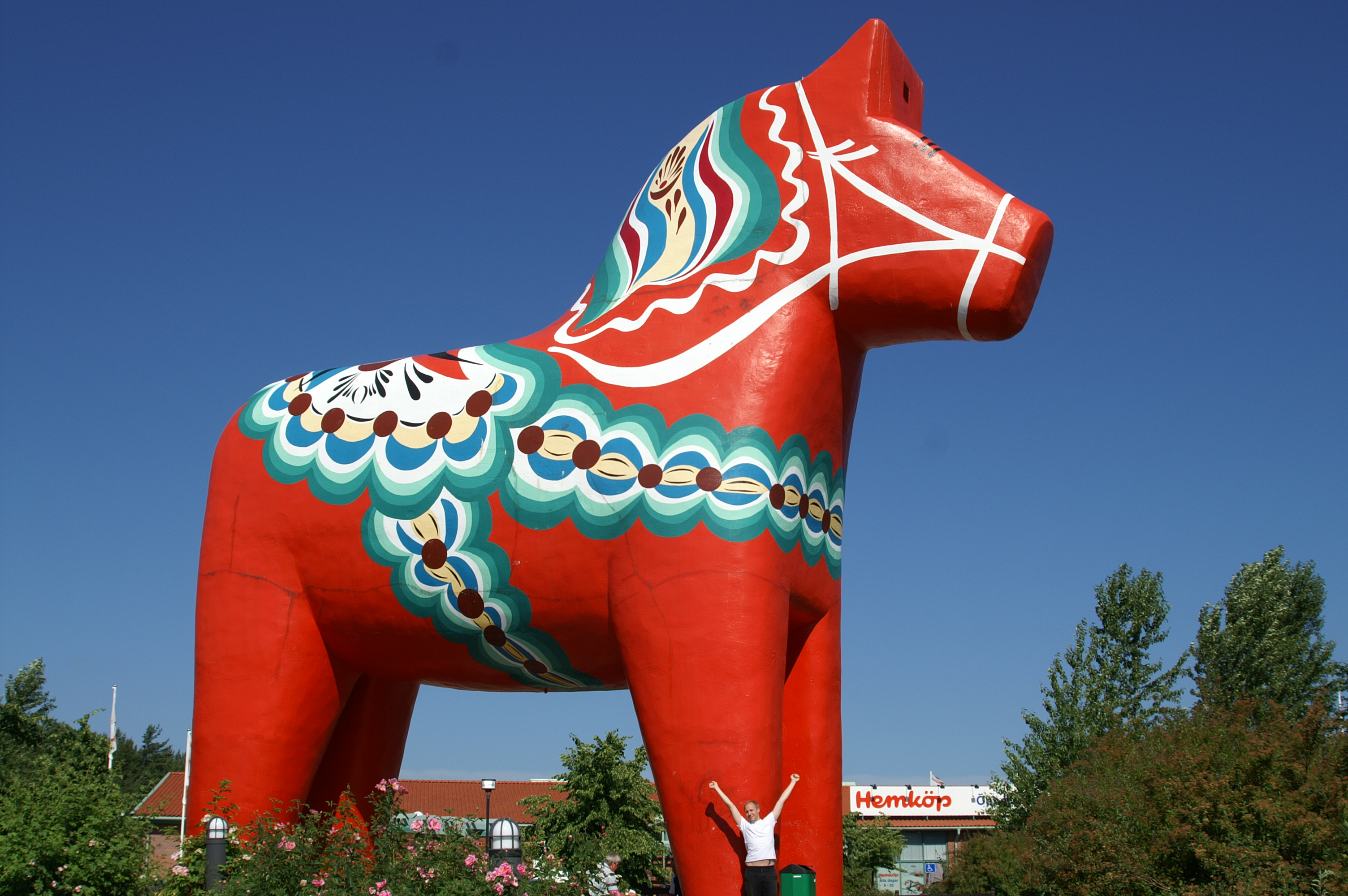
ダーラヘストはスウェーデンを代表する伝統工芸品で、地域によってデザインの差異があるのが特徴になっている。

### 国民性
スウェーデンの文化は、北欧、ゲルマン（現在のドイツ北部・デンマーク・ヨーロッパ北部のスカンディナヴィア半島周辺の地域南部）、西洋の文化圏の一部である。芸術、音楽、文学におけるスウェーデンの文化的表現は、主にこれらの伝統に準拠している。スウェーデンでは文化に対する公的支援が広範に行われている。数万人のスウェーデン人が参加する合唱など、多くの文化活動の人気は高い。
価値観という点では、スウェーデンの文化は世界の平均的な価値観とは大きく異なり、非物質的な自己実現に焦点を合わせている。スウェーデンの文化は非常に平等主義的で、外の世界に対して非常にオープンである。アメリカ文化は長い間大きな影響を及ぼしてきたが、2018年のスウェーデン国内では、アメリカに対する否定的な見方が肯定的な見方よりも多い。また、スウェーデンの文化は非常に個人主義的で、反国家主義的であり、自己批判的でさえある。女性と男性の間の最大の平等が中心的な価値観となっている。

### 文学

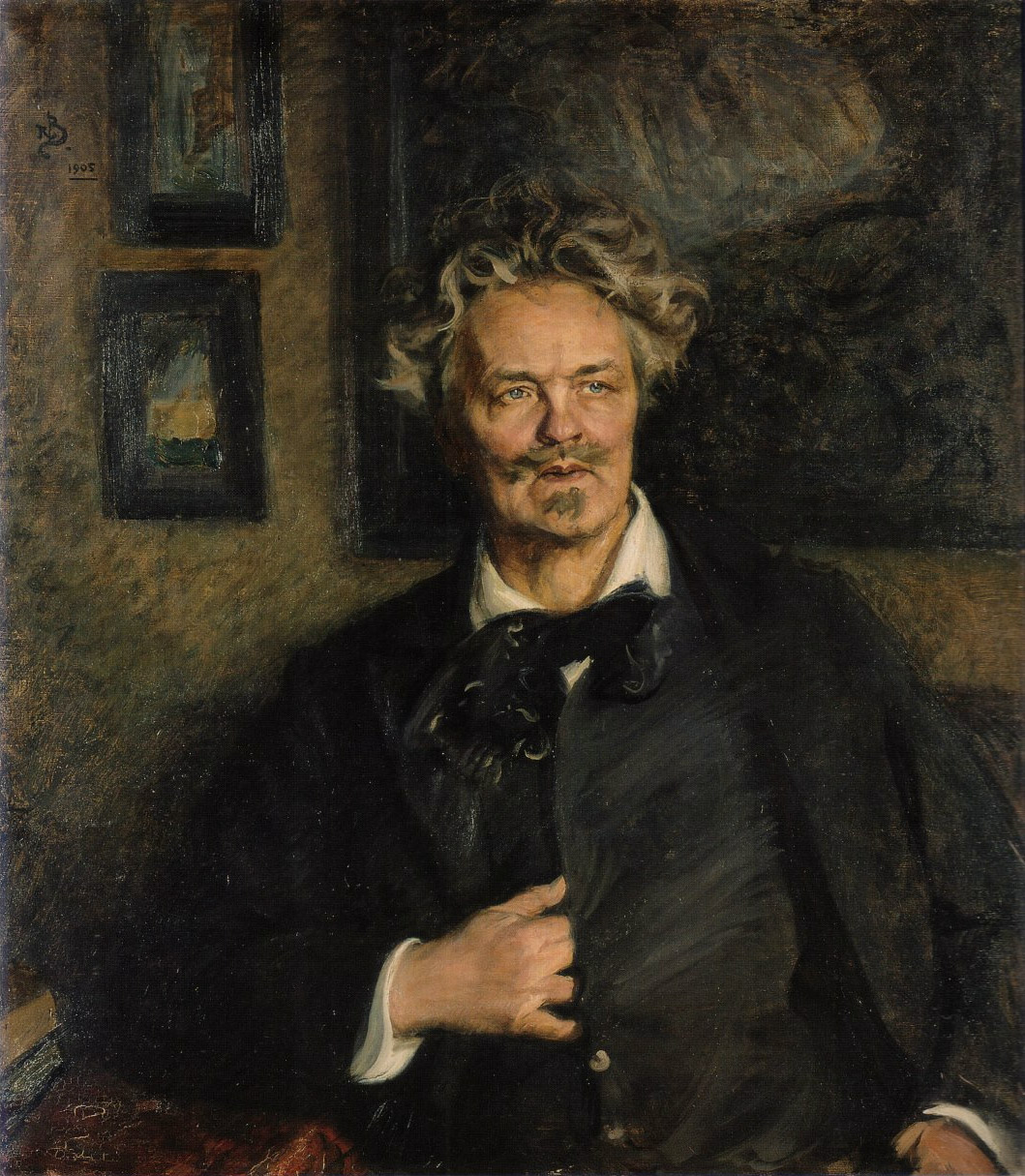
劇作家・小説家のヨハン・アウグスト・ストリンドベリ

### 食文化
亜寒帯気候のスウェーデンでは、歴史的に保存食が食べられてきた。ニシンの酢漬け、魚や肉の燻製、乾燥させたパンなどが知られている。味付けには基本的に塩と胡椒が用いられる。主食は主にジャガイモで、マッシュポテトやフライドポテトなど様々な形で、様々な料理と共に食べられている。また、魚介類を多く食べることも特徴の一つで、エビやサーモンのほか、夏にはザリガニも食される。現在は、食文化が多彩化し、スウェーデンの伝統的な料理に加えて、日本料理やインド料理など様々な国の料理が受け入れられるようになっている。

### 美術

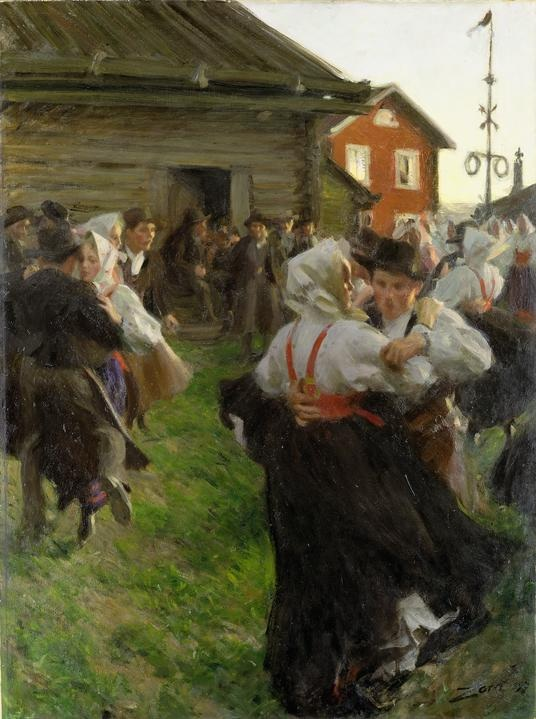
アンデシュ・ソーン画『真夏の舞踊』(1897年)

北欧古代青銅器文化の一環として発展し、鉄器文化を経て、8世紀〜11世紀のバイキング時代には奇異な動物紋様を持つ独特の装飾紋様の文化が誕生した。10世紀以後にキリスト教が伝来したことで建てられたロマネスクの聖堂に13世紀頃から壁画が描かれるようになった。16世紀〜17世紀にルネサンス、バロックの文化が花開き、宮廷を中心にめざましい発展を遂げた美術活動はクリスティーナ女王の時代に最盛期を迎えた。1735年には王立アカデミー委員会が創設されて、ユーハン・トービアス・セルゲルなどの古典主義の彫刻家が活躍している。近代絵画の運動では、色彩画家のアーンシュト・ユーセフソンや、幻想画家のイーヴァル・アロセニウス（英語版）、彫刻ではカール・ミレスが有名。1925年のパリのワールド・フェア以降、工芸やデザインの活動が活発になり、現在でも国際的に高く評価されている。

### 音楽

#### 民族音楽
スウェーデンの民族音楽は、フォルクムジーク (folkmusik) と称され、フォルクダンス（folkdans、民族舞踊、正確には民間伝承舞踊と訳されるのが好ましい）と深いつながりがある。フォルクダンスの形態で有名なのはポルスカ (polska) で、また、スウェーデン独自の楽器にニッケルハルパ (nyckelharpa) がある。(スヴェンスカ・)フォルクダンスリンゲン は、スウェーデン最大の民間伝承（伝統）音楽および舞踊に関する組織であり、関連する情報の提供源として挙げておく。

#### クラシック音楽
バロック音楽の時代では、イギリスのヘンデルやペープシュに学んだユーハン・ヘルミク・ルーマン（1694年 - 1758年）は、ヘンデルばりの合奏協奏曲や、J.S.バッハの無伴奏ヴァイオリンのためのソナタとパルティータに近い響きの 「ヴァイオリンのためのエッセイ」 を書き、「スウェーデン音楽の父」 または 「スウェーデンのヘンデル」 と呼ばれた。古典派の時代にはドイツ生まれのヨーゼフ・マルティン・クラウス（1756年 - 1792年）が活躍し、短調の情熱的な曲を多く書いて 「スウェーデンのモーツァルト」 と呼ばれている。
ロマン派音楽の時代に入ると、フランス・アドルフ・ベルワルド（1796年 - 1868年）、ヴィルヘルム・ペッテション＝ベリエル（1867年 - 1942年）、ヴィルヘルム・ステーンハンマル（1871年 - 1927年）、ヒューゴ・アルヴェーン（1872年 - 1960年）などの作曲家が挙げられる。
デンマークのカール・ニールセン、ノルウェーのエドヴァルド・グリーグ、フィンランドのジャン・シベリウスなどと比べてクラシック音楽全体の知名度は劣るが、近年では北欧全体におけるそれぞれの自国の文化を保護・支援する制度が充実しているため、これらの作曲家のレパートリーも多く取り上げられるようになって来ている。
ペーテル・ヤブロンスキは、世界最高峰のピアニストのひとりとして有名である。さらに、エリック・エリクソンが長く指揮者を務めたスウェーデン国立放送合唱団やエリック・エリクソン室内合唱団などもある。

#### ポピュラー音楽
スウェーデンを代表するポピュラー音楽としては、1974年にデビューして以来全世界でヒット曲を出し続けたアバがある。アバは1982年に活動停止するまで精力的に数多くの良質なポピュラーソングを発表し、近年は楽曲を使ったミュージカルをヒットさせている。
ヨーロッパ、イングヴェイ・マルムスティーンなどを中心に1980年代ごろから開拓されたヘヴィメタル系のロックは、北欧メタルと称される。1990年代以降は特にエクストリーム・メタルにおいて、アット・ザ・ゲイツ、イン・フレイムス、アーチ・エネミー、オーペスなどの数々のメロディックデスメタルバンドを生み、世界的な影響を与えている。このようなヘヴィメタル・ミュージックが発展した理由に、ABFなどからのさまざまな補助、地域の音楽学校やコミュニティの充実などを挙げるミュージシャンもいる。
また、1990年代はアバの再来と言われたエイス・オブ・ベイス、カーディガンズなど有名バンドを発信し、スウェーデンのポピュラー音楽は日本でも親しまれていた。日本国内のポピュラー音楽にスウェーデンのスタッフが関わることも多く、BONNIE PINK、原田知世、パフィー、ジャニーズ事務所所属のアイドルグループ・NEWSなどの楽曲に関わっている。
このように一時はヨーロッパ外の国々にもその名を知らしめもした。しかしながら1990年代も半ばを過ぎてアメリカのポピュラー音楽がアフリカン・アメリカンやラテンアメリカ系ないしその血を引く者たちを主力とするR&BやHip-Hopの独擅場となっていくにつれて、一時は衰退の一途を辿る傾向にあった。一方でロックでは、iPodの宣伝にも起用されたシーザーズや、日本の音楽フェスティバル「サマーソニック」に何度も出演しているマンドゥ・ディアオが人気である。ほかにも近年ではEDMの隆盛にともない、スウェディッシュ・ハウス・マフィアやアヴィーチーなどのDJや、その流れを継いだアイコナ・ポップやトーヴ・ローなどの女性アーティストも全世界レベルで活躍中である。

### 映画

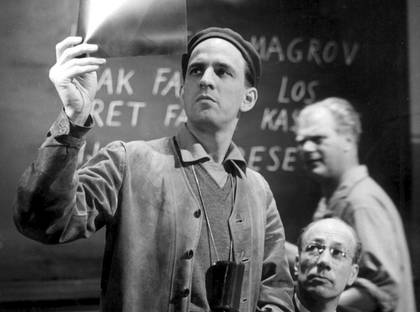
20世紀映画の巨匠、イングマール・ベルイマン。

### 建築

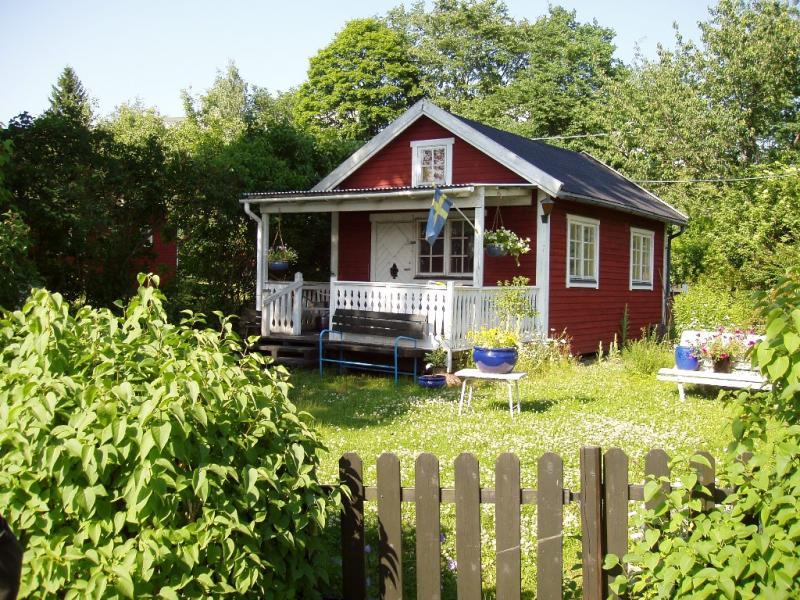
スウェーデンでよく見受けられる伝統的な色づかいの家屋。

スウェーデン住宅は、木材をベースに、断熱材や断熱ガラスを採用することで、断熱性や遮音性を高めて、寒冷地の中でも温かい生活を送れるようになっている。光を多く取り入れられる広い窓や、その採光を有効活用するための広いリビングルームが特徴的。

### 被服・服飾

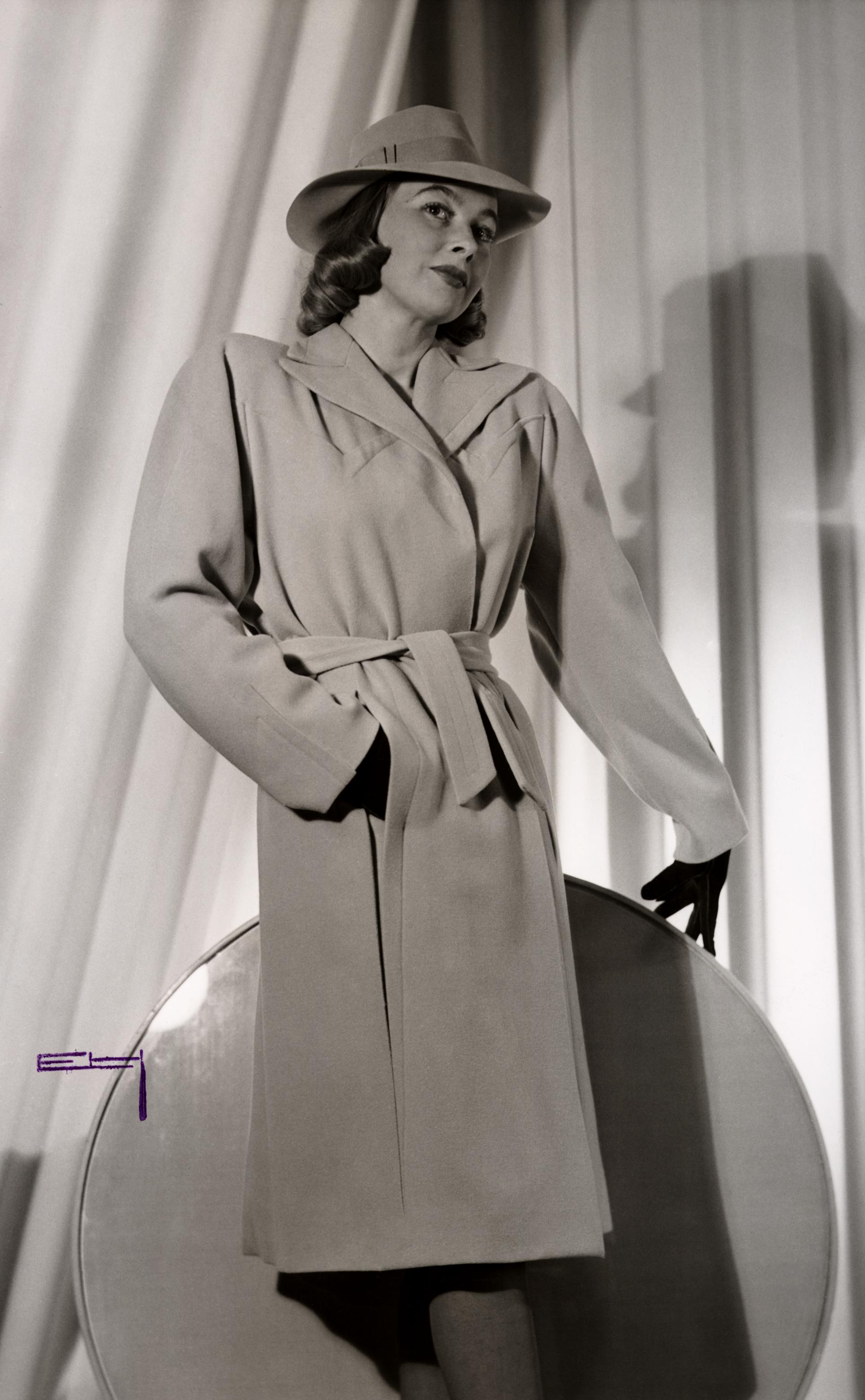
スウェーデンにおける1943年時の女性のファッションイメージ
トレンチコートと帽子の組み合わせは、当時の女性にとって外部の気候から身を守るのと同時に美的品質を提供するものとしてブームとなっていた

スウェーデンには、約840（サーミ族のものを含める）の民族衣装が存在している。スウェーデンの民族衣装は、もともと同国における庶民の被服から端を発しており、産業革命以前は多様に着用されていたものであった。
また、ナショネラ・ドレークテンはグスタフ3世によって立案され、1778年に導入された歴史的な衣装として認知されている。
首都ストックホルムは、現代においてはファッション・ウィークの開催地の一つとして世界に知られており、同イベントは半年毎に開催される。

### 世界遺産

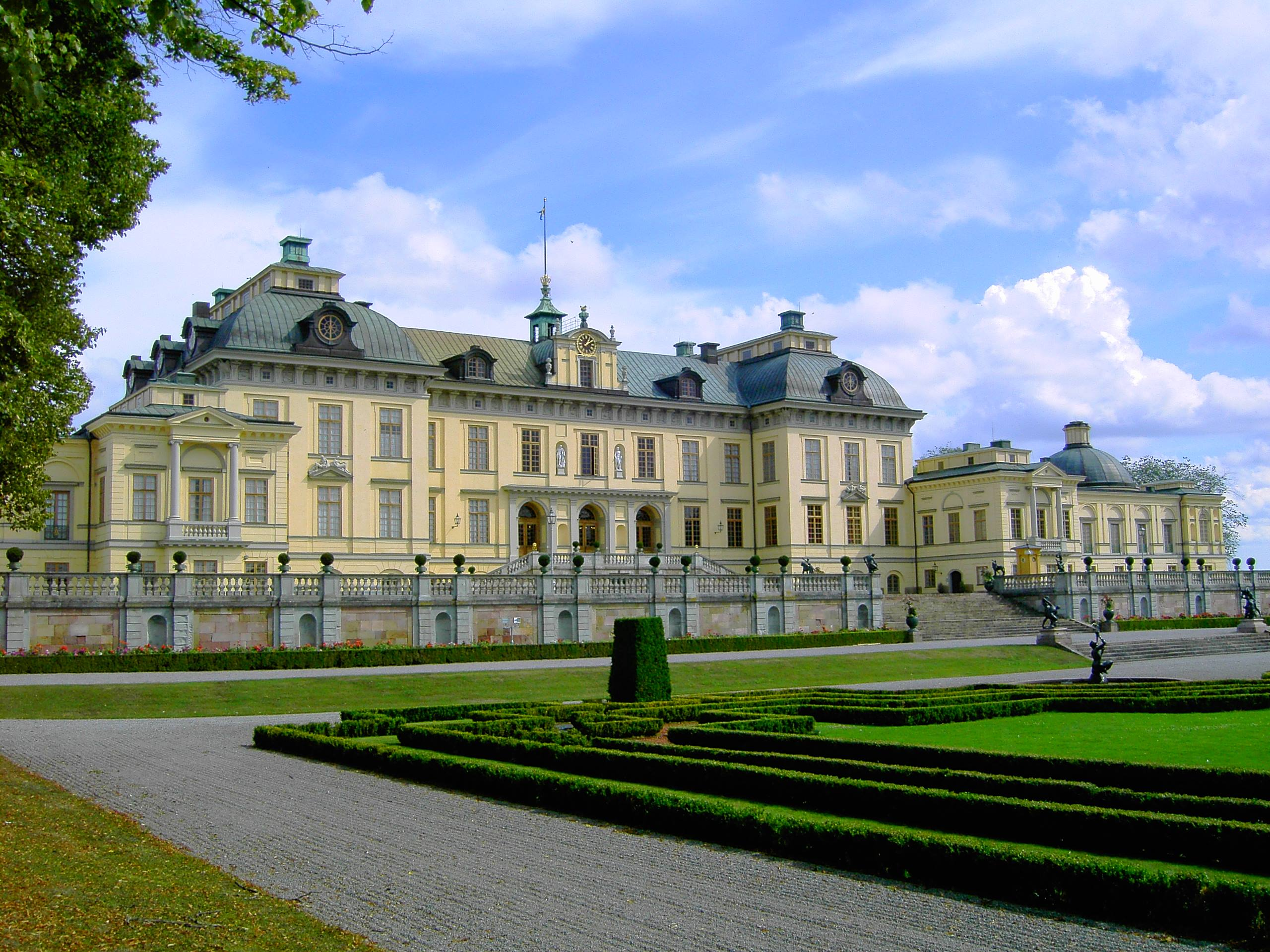
世界遺産であるドロットニングホルムの王領地。

スウェーデン国内には、ユネスコの世界遺産リストに登録された文化遺産が11件、自然遺産が1件、複合遺産が1件存在する。

### 祝祭日
日曜日と重なっても振り替え休日にはならないが、祝日の前日が休みになっていたり、労働法により半日休暇を許可されていたりすることが多い。また、キリスト昇天祭もメーデーと重なる5月1日になる場合があるが（2008年など）、この場合でも振り替え休日は発生しない。
| 日付                           | 日本語表記                         | 現地語表記              | 備考               |
| ------------------------------ | ---------------------------------- | ----------------------- | ------------------ |
| 1月1日                         | 元日                               | Nyårsdagen              |                    |
| 1月6日                         | 公現祭（東方の三博士の来訪記念日） | Trettondedag jul        |                    |
| 復活祭2日前                    | 聖金曜日                           | Långfredagen            | 金曜日             |
| 復活祭翌日                     | イースターマンデー                 | Annandag påsk           | 月曜日             |
| 5月1日                         | メーデー                           | Första maj              |                    |
| 復活祭39日後                   | 主の昇天（キリスト昇天祭）         | Kristi himmelsfärds dag | 木曜日             |
| 6月6日                         | 建国記念日                         | Svenska flaggans dag    | 2005年より法定休日 |
| 夏至祭前日                     | 夏至祭前日                         | Midsommarafton          | 金曜日             |
| 6月20日から6月26日の間の土曜日 | 夏至祭                             | Midsommardagen          | 元々は6月24日      |
| 復活祭50日後                   | 聖霊降臨後の月曜日                 | Annandag pingst         | 2004年まで法定休日 |
| 11月1日                        | 万聖節                             | Allhelgonadagen         |                    |
| 12月24日                       | クリスマスイヴ                     | Julafton                |                    |
| 12月25日                       | クリスマス                         | Juldagen                |                    |
| 12月26日                       | ボクシング・デー                   | Annandag jul            |                    |
| 12月31日                       | 大晦日                             | Nyårsafton              |                    |

### スポーツ

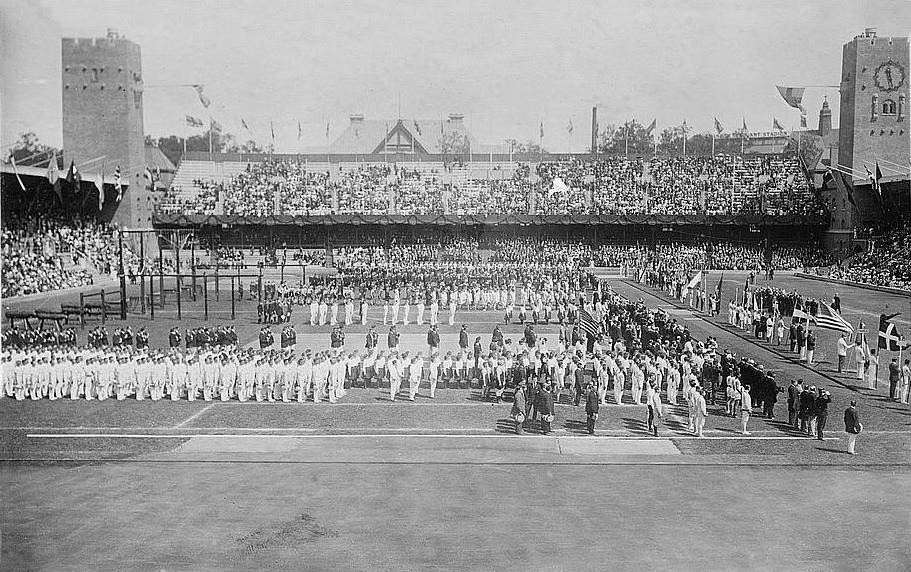
ストックホルム・スタディオン

スウェーデンでは手厚い国庫負担によって、国民の半分が何らかのスポーツに関与しており、ボート競技、卓球、繋駕速歩競走なども盛んである。ビョルン・ボルグなどを輩出したテニスは国技とされており、日本での国技館に相当するテニス場がある。1912年にはストックホルム夏季五輪が開催され、1976年には第1回冬季パラリンピックとなるエンシェルツヴィークパラリンピックが開催された。陸上競技では、2004年のアテネ五輪で走高跳や三段跳、七種競技で金メダルを獲得するなど、跳躍競技を中心に強い。2024年のパリ五輪でも、男子棒高跳びで金メダルを獲得している。
サッカー

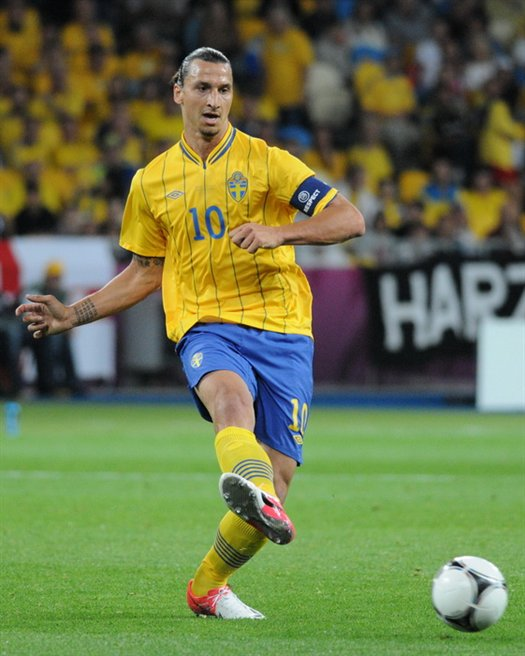
UEFA EURO 2012でのズラタン・イブラヒモヴィッチ

スウェーデン国内ではサッカーが最も人気のスポーツとなっており、1924年にプロサッカーリーグのアルスヴェンスカンが創設された。スウェーデンサッカー協会（SvFF）によって構成されるサッカースウェーデン代表は、これまでFIFAワールドカップには12度出場している。中でも自国開催となった1958年大会では準優勝に輝いており、1950年大会と1994年大会では3位の成績を収めている。UEFA欧州選手権では地元開催となった1992年大会で、過去最高位となるベスト4に進出している。
スウェーデンは著名な選手を多数輩出しており、ヘンリク・ラーションやフレドリック・ユングベリ、ズラタン・イブラヒモヴィッチ、ヴィクトル・リンデロフ、ヴィクトル・ギェケレシュ、アレクサンデル・イサクなどが挙げられる。中でもイブラヒモヴィッチはセリエAで2度、リーグ・アンで3度の得点王に輝いた、世界屈指のストライカーである。
ウィンタースポーツ
スウェーデンではウィンタースポーツも盛んに行われており、特にアイスホッケーは人気のスポーツである。NHLのデトロイト・レッドウィングスに所属するヘンリク・ゼッターバーグが原動力となったトリノオリンピックとアイスホッケー世界選手権の両方で金メダルを獲得した。また、クロスカントリースキー、カーリング、スピードスケートの強豪国としても知られる。

## 著名な出身者
- 聖ビルギッタ（1303年 - 1373年） -  キリスト教カトリックの聖女
- エマヌエル・スヴェーデンボリ（1688年 - 1772年） - 神秘思想家
- アンデルス・セルシウス（1701年 - 1744年） - 科学者（セ氏寒暖計発明）
- カール・フォン・リンネ（1707年 - 1778年） - 植物学者
- カール・ツンベルク（1748年 - 1828年） - 植物学者、医学者
- フェルセン（1755年 - 1810年） - 貴族・政治家（マリー・アントワネットの愛人といわれる。）
- アンデルス・エーケベリ（1767年 - 1813年） - 化学者（タンタル発見者）
- フランス・アドルフ・ベルワルド（1796年 - 1868年） - 作曲家
- フレデリカ・ブレーメル（1801年 - 1865年） - 急進的女性活動家
- アンデルス・オングストローム（1814年 - 1874年） - 天文学者・物理学者
- ノルデンショルド（1832年 - 1901年） - 探検家（北東航路の発見、日本に寄港1879年）
- アルフレッド・ノーベル（1833年 - 1896年） - 科学者、ノーベル賞設立者
- ヨハン・アウグスト・ストリンドベリ（1849年 - 1912年） - 作家
- エレン・ケイ（1849年 - 1926年） - 穏健女性活動家
- セルマ・ラーゲルレーヴ（1858年 - 1940年） - 作家
- スヴァンテ・アレニウス（1859年 - 1927年） - 科学者
- アンデシュ・ソーン（1860年 - 1920年） - 画家
- スヴェン・ヘディン（1865年 - 1952年） - 探検家（中央アジア探検）
- ヴィルヘルム・ペッテション＝ベリエル（1867年 - 1942年） - 作曲家、音楽評論家
- ヴィルヘルム・ステーンハンマル（1871年 - 1927年） - 作曲家・ピアニスト・指揮者
- ヒューゴ・アルヴェーン（1872年 - 1960年） - 作曲家、指揮者、ヴァイオリニスト、画家
- カール・ミレス（1875年 - 1955年） - 彫刻家
- グンナール・アスプルンド（1885年 - 1940年） - 建築家
- クット・アッテルベリ（1887年 - 1974年） - 作曲家、音楽評論家
- パール・ファビアン・ラーゲルクヴィスト（1891年 - 1974年） - 作家（1951年ノーベル文学賞受賞）
- オスカル・クライン（1894年 - 1977年） - 理論物理学者
- ベルナドッテ伯（1895年 - 1948年） - 赤十字社総裁、国連パレスティナ調停官
- グンナー・ミュルダール（1898年 - 1987年）経済学者 - （1974年ノーベル経済学賞受賞）
- ダグ・ハンマルショルド - （1905年 - 1961年）国連事務総長
- グレタ・ガルボ（1905年 - 1990年） - 米ハリウッド女優
- アストリッド・リンドグレーン（1907年 - 2002年） - 作家
- ハンス・アルヴェーン（1908年 - 1995年） - 物理学者
- ユッシ・ビョルリング（1911年 - 1960年） - テノール歌手
- ラウル・ワレンバーグ （1912年 - ?） -  外交官・ユダヤ人の救出で活躍。
- イングリッド・バーグマン/ベルイマン（1915年 - 1982年） - 米ハリウッド女優
- イングマール・ベルイマン（1918年 - 2007年） - 映画監督、脚本家、舞台監督
- ウーロフ・パルメ（1927年 - 1986年） - 政治家
- フジ子・ヘミング（1932年 - ） - ピアニスト
- スヴェン＝ゴラン・エリクソン（1948年 - ） - サッカー監督。イングランド代表などを指揮
- ステラン・スカルスガルド（1951年 - ） - 俳優
- インゲマル・ステンマルク（1956年 - ） -  スキー選手
- ビョルン・ボルグ（1956年 - ） - 元プロテニス選手（国際テニス殿堂入）
- ステファン・ヨハンソン（1956年 - ）  - F1ドライバー
- アンナ・リンド（1957年 - 2003年） - 政治家
- イングヴェイ・マルムスティーン（1963年 - ） - ギタリスト
- マッツ・ビランデル（1964年 - ） - プロテニス選手
- ヤン＝オベ・ワルドナー（1965年 - ） -  卓球選手
- ステファン・エドベリ（1966年 - ） - 元プロテニス選手（国際テニス殿堂入）
- アネッテ・ノルベリ（1966年 - ） - カーリング選手（トリノオリンピック金メダリスト）
- マティアス・エクルンド（英語版）（1969年 - ） - ギター&ヴォーカリスト。フリーク・キッチン
- アニカ・ソレンスタム（1970年 - ） - プロゴルファー（世界ゴルフ殿堂入）
- ヘンリク・ラーション（1971年 - ） - 元サッカー選手 、FCバルセロナなどに所属
- フレドリック・ユングベリ（1977年 - ） - 元サッカー選手、 清水エスパルスなどに所属
- マルクス・ペルソン（1979年 - ） - プログラマー、ゲームクリエイター
- ズラタン・イブラヒモビッチ（1980年 - ） - 元サッカー選手 、ACミランなどに所属
- ステファン・イシザキ（1982年 - ） - 元サッカー選手。日系2世
- 三遊亭好青年（1985年 - ） - 落語家（本名:ヨハン・エリック・ニルソン・ビョルク）
- 村雨辰剛（1988年 - ） - 庭師、俳優、タレント
- アヴィーチー（1989年 - 2018年） - 音楽プロデューサー、DJ
- ピューディパイ（1989年 - ） - ユーチューバー

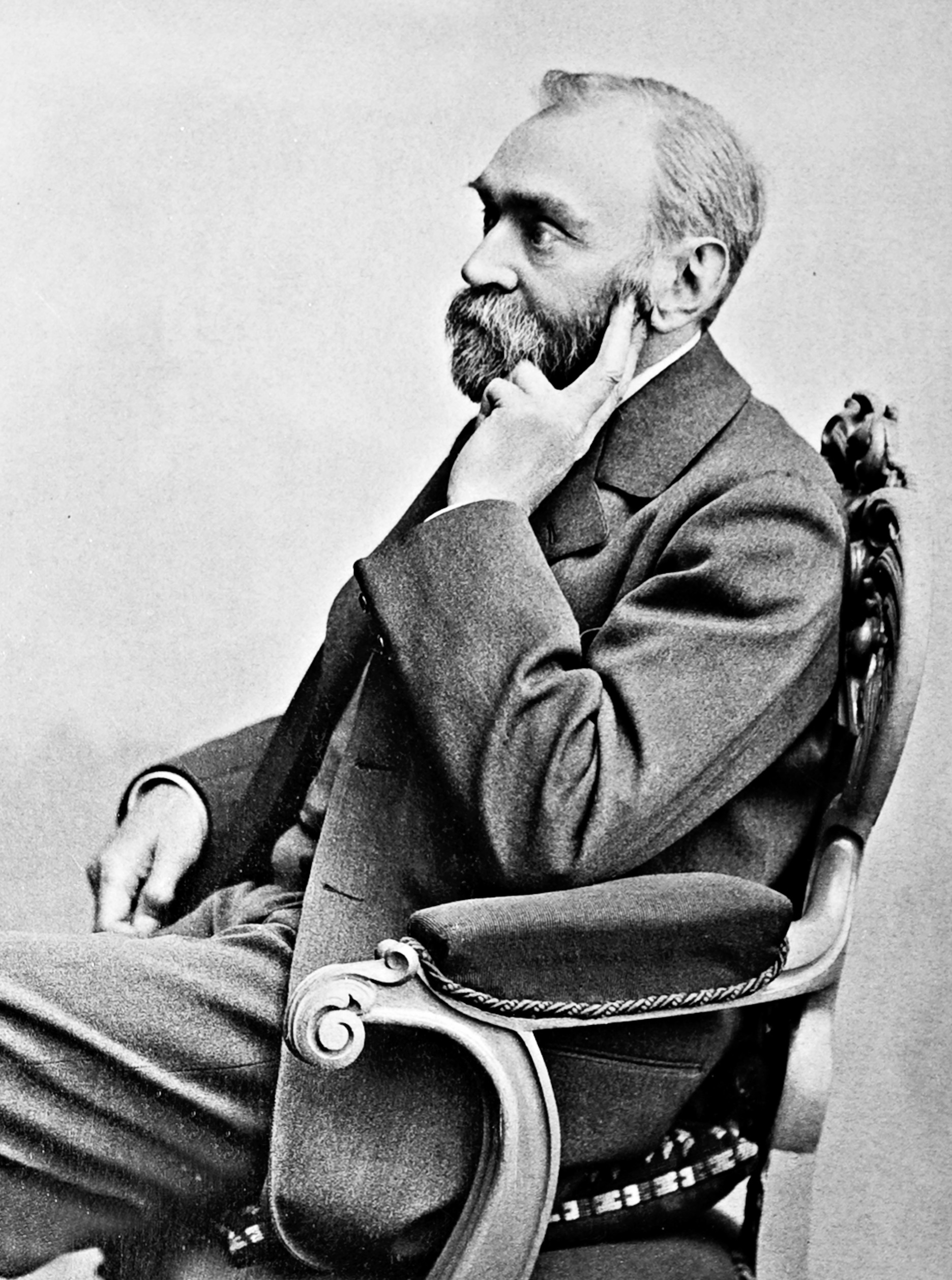
アルフレッド・ノーベル
ノーベルは、スウェーデン出身者の中で世界的にその名が広く知られている人物の一人でもある。